# 데카메론의 줄거리

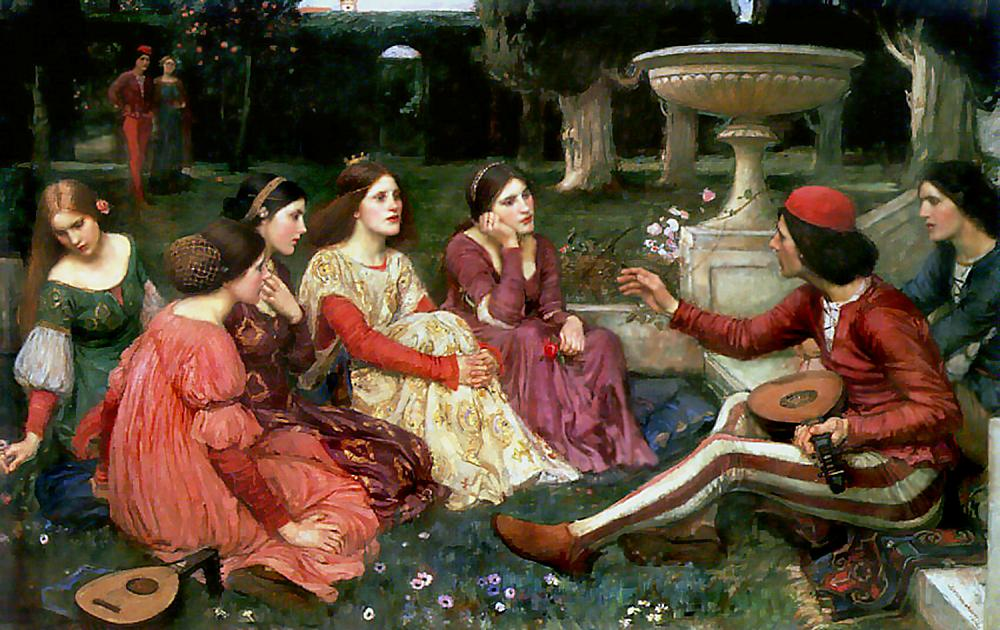

《데카메론》에 나오는 주요 이야기들을 데카메론 이야기의 체제 순서에 맞추어 줄거리를 설명하면 다음과 같다.

## 첫 번째 날의 이야기: 자유주제 (여왕)

### 첫 번째 이야기: 차펠레토의 이야기
차펠레토는 고리대금업과 각종 위조업을 하는 사리사욕만 탐하는 악인이다. 그런데 죽을 때가 되어, 죽기 전에 마지막으로 아주 제대로 큰 속임수를 한 번 부려보고 죽겠노라고 공언한다. 차펠레토는 이름난 성직자를 불러 자신이 살아오면서 지은 죄를 낱낱히 고백하는데, 매우 큰 죄를 범했다고 하고는 사실 별 것 아닌 사소한 죄를 말하는 수법으로(예를 들어 신성모독을 한 적이 있냐는 질문에 너무나도 큰 죄를 지어 부끄럽다고 하면서, 교회 바닥에다가 침을 뱉은 적이 한 번 있다고 답하는 식), 자신의 도덕 기준이 아주 높고 성격이 매우 결백하다고 암시한다. 덕분에 차펠레토가 결백한 인물이라고 생각한 성직자는 크게 감동을 하고, 죽은 후에는 성자로 널리 소문이 나면서 더욱더 그 인성이 거룩하다고 과장된다.
결국 이후에, 인근 사람들 사이에 역설적이게도 실제로는 악인이었던 차펠레토의 이름을 부르며, 기도와 축복을 하는 풍습까지 생기게 된다는 이야기.

### 두 번째 이야기: 자노 드 세비네의 이야기
자노 드 세비네는 프랑스의 한 부유한 상인으로 자신의 친구였던 아브라함이라는 한 야박한 유태인에게 기독교로 개종해 볼 것을 권유한다. 자노 드 세비네는 교황청이 있는 곳을 한 번 구경하고 오면 기독교의 오묘한 진리와 높은 수준에 감동하여 기독교를 받아들이게 될 것이라고 권유한다. 아브라함은 교황청과 성직자들의 세계를 구경한다. 구경을 마치고 돌아온 유태인은 과연 기독교는 좋은 것이라고 하면서, 자기도 기독교도가 되겠다고 한다.
그런데, 유태인 아브라함이 말하는 그 이유인즉, 기독교가 고매한 종교이기 때문이 아니었다. 오히려 정반대로, 기독교계의 실상을 구경해보니 기독교의 성직자들은 온갖 뇌물, 협잡, 매춘, 남색을 극심하게 즐기는 것을 목격했는데 이러면서도 기독교가 망하지 않는 것은 과연 하느님의 뜻이 있기 때문이리라는 것이다.

### 세 번째 이야기: 살라디노의 이야기
살라디노는 중동 세계의 어느 왕으로 그리스도교도, 이슬람교도들을 대상으로 한 많은 전쟁에서 이긴 위대한 왕이다. 그런데 갑자기 재정이 어려워져서, 멜기세덱이라는 한 돈 많은 유대인에게 죄를 물어서 돈을 빼앗으려고 한다. 살라디노 왕은 멜기세덱에게 "이슬람교, 유대교, 기독교 중에서 가장 좋은 것이 무엇이냐?" 고 묻는다. 멜기세덱이 무엇이라고 대답하든 다른 종교를 모독했다고 해서 죄를 줄 계획이었다.
그런데, 멜기세덱은 한 아버지가 세 자식에게 반지를 유산으로 물려 주면서 진품 반지와 똑같이 만든 반지 둘을 섞어서 알아보지 못하게 나눠 준 이야기를 해 주면서, 세 자식들은 어느 반지가 진짜인지 도저히 구분할 수 없으므로 각자 아버지의 뜻을 존중하면서 우애깊게 살았다는 이야기를 해 준다.
살라디노 왕은 감탄하여 멜기세덱에게 죄를 묻을 계획을 버리고, 솔직히 돈을 빌려달라고 하고, 멜기세덱은 돈을 빌려 준후, 살라디노 왕과 친한 친구가 된다.

### 네 번째 이야기: 루니지아나 수도원장의 이야기
루니지아나라는 곳에 한 수도원이 있었는데, 한 젊은 수도사가 그만 한 젊은 아가씨와 눈이 맞아서 몰래 아가씨를 방에 끌어 들여 일을 치른다. 젊은 수도사는 수도원장에게 들키지 않고 처녀를 내보낼 방법을 궁리하는데, 궁리 끝에 그 아가씨를 수도원장에게만 보이는 곳에 둔다. 수도원장은 아가씨를 보고 마음이 동하고, 아가씨 또한 수도원장에게 또 마음이 끌려 두 사람은 같이 시간을 보내게 된다. 수도사는 이때 나타나, "자신은 이 교파에 입문한지 얼마되지 않아, 여자 신도와 함께 이와 같이 특이한 방법으로 수도를 하는 절차가 있는지는 몰랐다"고 시치미를 때며 말하여, 자신이 수도원장과 아가씨를 목격했음을 암시한다.
결국 수도원장은 자신의 행동이 발설될 것을 두려워하여, 젊은 수도사와 아가씨의 일을 없던 일로 덮어 두고, 이후로 수도원장과 수도사는 합심하여 종종 아가씨를 방에 끌어들이게 된다.

### 다섯 번째 이야기: 몬페르라토 후작부인의 이야기
몬페르라토 후작은 유명한 십자군 전쟁의 용사였으며, 그 부인은 높은 인품과 아름다운 용모로 이름을 널리 떨쳤다. 하루는 몬페르라토 후작이 섬기던 왕이 후작의 집을 방문했는데, 왕은 음탕한 욕심이 많아서 몬페르라토 후작부인을 자신이 차지하기 위해 탐내고 있었다. 이에 몬페르라토 후작부인은 꾀를 내어 왕에게 주는 모든 요리를 무조건 암탉을 이용해서 만들어서 대접한다. 왕은 몹시 질리게 되어 이상하게 여겨서, "왜 모든 음식의 재료가 암탉 밖에 없습니까?" 라고 묻자, 몬페르라토 후작부인은 답하기를, "이와 같이 암컷들은 겉은 어떻게 꾸미든 속은 똑같은 것입니다"고 하였다.
그 말을 듣고, 왕은 자신이 여자들을 탐내는 것을 경계하는 말임을 깨닫고 떠났다.

### 여섯 번째 이야기: 페이트로 달라키의 이야기
이야기에서 성 프란체스코 수도회의 수도사라고만 언급되나, 조반니 빌라니의 연대기와 대조해 보면, 그 이름이 피에트로 달라키임을 확인할 수 있다는 것이 알려져 있다.
피에트로 달라키는 재물을 밝히는 수도사로, 어느 부자가 자기 집에 있는 포도주를 자랑하면서 술김에 "예수 그리스도께서 마실 만한 포도주"라는 표현을 썼다는 점을 트집 잡아서 돈을 뜯어내려고 한다. 피에트로 달라키는 이 부자가 "그리스도가 술 주정뱅이라는 식으로 신성모독 표현을 사용했다"고 하여, 종교 재판으로 화형에 처해버리려고 한다. 부자는 살려달라고 하면서 뇌물을 바치고, 피에트로 달라키는 많은 돈을 받고, 매일 수도원에서 경건히 기도하게 하는 조건으로 화형을 면해 준다.
나중에 기도 생활의 소감을 한 번 말해 보라고 하자, 부자는 "매일 수도원에 수프가 남아도는 것을 보았는데, '하나에 대해 백을 받게 될 것이다'라는 말이 있으니, 수도원 사람들은 지옥에서 수프의 바다에 빠져 죽지 않을까 걱정이다"라고 말한다. 수도사는 부자를 꺼림칙하게 여겨, 기도를 멈추고 집에 그냥 돌아가게 한다.
데카메론에서 언급된 이야기 중에는 "돈은 욕심 많은 성직자의 악질 탐욕병에는 매우 큰 효과가 있는 법이다", "이 미약은 그 효과가 비할 것이 없어서, 갈레노스의 의학서에는 써 있지 않습니다만, 그 효험 덕분에 화형을 십자가로 바뀌었다"라는 식으로 뇌물을 풍자하는 표현이 등장한다.

### 일곱 번째 이야기: 베르가미노의 이야기
베르가미노는 명쾌하고 말 잘하는 재주꾼인데, 카네 델라 스칼라라는 사람이 호화로운 축하연을 베풀게 되어 베로나로 오게 된다. 그런데 갑자기 카네 델라 스칼라가 계획을 변경하게 되어, 재주꾼들이 다 흩어지게 되고 베르가미노에게는 연락이 잘 닿지 않아, 베르가미노는 하는 일 없이 베로나에서 막연히 기다리게 된다.
베르가미노는 돈이 다 떨어져 공연 의상 세 벌을 팔아 먹으며 버티는데, 그마저 다 날리게 될 때 즈음, 카네 델라 스칼라가 나타난다. 베르가미노는 카네 델라 스칼라에게 예전의 뛰어난 즉흥 시인인 프리맛소의 이야기를 해 준다. 이야기인 즉슨, 프리맛소가 클뤼니 수도원장에게 초대를 받았는데, 수도원장이 제대로 대접을 해 주지 않아서 스스로 가져온 빵 세 덩어리를 하나 하나 씹어먹으면서 하릴없이 기다리기만했는데, 수도원장이 뒤늦게 잘못을 깨닫고 융숭한 대접을 해 줬다는 것이다.
카네 델라 스칼라는 이 이야기가 베르가미노의 처지를 비유한 것임을 깨닫고, 베르가미노에게 넉넉한 대접을 해 주었다.

### 여덟 번째 이야기: 에르미노 데 그리말디의 이야기
에르미노 데 그리말디는 이탈리아 제노바의 귀족으로 굉장한 부자였다. 그러나, 매우 인색하고 욕심이 많은 인물이었다. 하루는 그의 집에 귈리엘모 보르시에레라는, 사람들 사이의 화해와 우의를 잘 지키도록 돕는 것으로 평판이 높은 궁정인이 찾아 왔다. 에르미노 데 그리말디는 귈리엘모 보르시에레에게 "응접실에게 걸 그림을 추천해 달라"고 하고, 귈리엘모 보르시에레는 "세상에서 당신이 본 적이 없는 기이한 것을 걸어 놓는 것이 좋겠다"고 답한다. 에르미노 데 그리말디가 그것이 무엇이냐고 묻자, 귈리엘모 보르시에레는 "그것은 호화로운 기품"이라고 말한다.
에르미노 데 그리말디는 그 말이 자신의 욕심과 인색함을 풍자하는 것임을 깨닫고, 이후로는 후덕하고 여유로운 품성으로 바뀌게 되었다고 한다.

### 아홉 번째 이야기: 귀도 디 루지냐노의 이야기
이야기에는 키프로스 초대 국왕이라고만 언급되나, 고티프레 드 불리옹의 십자군 전쟁 이야기라고 나와 있으므로, 이 인물은 귀도 디 루지냐노이다.
그리스도의 묘를 참배하는 성지 순례를 하고 돌아오던 한 귀족 부인이 있었는데, 이 부인은 키프로스 섬에서 몇몇 무뢰한들에게 심하게 욕을 보게 되었다. 귀족 부인은 모욕을 참지 못해, 귀도 디 루지냐노 왕에게 고발하려고 했지만, 왕이 아무 힘이 없다는 것을 알게 되었으므로, 더욱 분통이 터졌다. 그럼에도 불구하고, 귀족 부인은 끝내 왕을 찾아가서 탄식하기를, "어차피 왕에게 말해서 내가 당한 일을 갚아 달라고 해봤자 소용이 없다는 것을 알았으니, 도대체 왕께서는 어떻게 억울한 일을 그렇게 잘 참는지 그걸 배우려고 찾아왔다"고 말한다. 그러면서 덧붙이기를, "사실은 왕께서 그렇게 잘 참는다고 하니, 내가 속이라도 풀어보려고 왕에게라도 대신 욕을 한 번 해보려고 마음 먹고 있다"고 한다.
이 말에 귀도 디 루지냐노 왕은 느낀 바가 있어서, 이후로는 상과 벌을 엄히하고, 자신을 업신여기는 자들은 맹렬히 공격하여 권위를 지켰다고 한다.

### 열 번째 이야기: 알베르토의 이야기
알베르토는 이탈리아 볼로냐의 이름난 의사로 노인이다. 그런데 노인인 그가 한 아름다운 과부에게 연정을 느껴, 한상 그 과부의 집 주변을 기웃거리게 된다. 그러므로, 동네 부인들은 늙은 사람이 분수를 모른다고 알베르토를 비웃게 된다. 하루는 알베르토를 부인들이 초대하여 조롱하며 어떻게 그 나이에 그 아름다운 과부를 좋아하냐고 묻는다.
알베르토는 이에, "늙은 사람은 분별력이 있으니, 사랑하는 것이 더욱 진실한 것임이 틀림이 없으며, 지금 부인들은 채소를 먹을 때 영양가 있는 뿌리는 거들떠 보지 않고 잎과 줄기만 씹어 먹으며 평가를 하고 있으니, 사랑과 남자 또한 잘못 평가하고 있는 것이다"고 반론을 펼친다.

## 두 번째 날의 이야기: 고생 끝에 낙이 오는 이야기 (여왕)

### 첫 번째 이야기: 마르텔리노의 이야기
마르텔리노는 피렌체의 재주꾼으로 동료 두 명과 함께 독일의 한 마을에서 성골(聖骨,성인들의 유골)로 숭배받고 있는 하인리히의 시체를 구경하려고 한다. 그런데 너무 사람이 많아서 가까이 갈 수 없었으므로, 마르텔리노를 꾀를 내어 자신이 손발이 오그라든 신체장애인인 척하다 하인리히의 시체와 가까워지면 기적으로 걸을 수 있게 되는 척함으로써 사람들의 주목을 받으며 마음껏 구경한다.
그런데, 이 피렌체 재주꾼을 알아보는 사람이 있어서, 마르텔리노는 정체가 탄로나고, 속임수를 당한 것에 흥분한 군중들에게 몰매 맞아 죽기 직전에 이른다. 어쩔 수 없이, 마르텔리노의 동료들은 마르텔리노가 소매치기라고 거짓말을 해서 시장과 병사들이 마르텔리노를 연행해 오도록 해서 마르텔리노를 일단 구출한다. 마르텔리노가 소매치기라고 하자, 사람들은 저마다 돈을 도둑 맞았다고 하면서 돈을 내놓으라고 하고, 시장은 마르텔리노를 목매달아 죽이겠다고 협박한다.
마르텔리노는 목매달려 죽기 진전에, 사람들에게 물어보면 돈을 빼앗긴 시기와 장소가 제각각이라는 점을 지적하고, 동료들이 돌아와 자신들은 얼마전에 피렌체에서 온 사람임을 말하며 살려달라고 빌어서, 목숨을 구한다.

### 두 번째 이야기: 리날도 다스티의 이야기
호날도 다스티는 베로나에 살던 상인으로 장사를 하고 집으로 돌아오는 길에 세 사나이를 만난다. 세 사나이들은 같이 길을 가면서, 자기들은 특별한 기도문을 외우지는 않는다고 하면서, 리날도 다스티의 기도하는 버릇에 대해 묻는데, 리날도 다스티는 성 줄리아노에게 좋은 잠자리를 내려 달라고 기도한다고 이야기 한다.
얼마 후 세 사나이들은 정체를 드러내는데, 이들은 노상강도로 리날도 다스티의 모든 재물과 옷까지 모두 빼앗아 버린다. 노상강도들은 리날도 다스티를 내던지고 조롱하면서 "어디 너와 우리 중에 누구에게 좋은 잠자리를 내려 주는지 기도가 맞는지 보자"라고 한다. 그날 밤 리날도 다스티는 맨몸으로 헤매다가 어느 아름다운 과부의 집에서 하룻밤 묵게 되는데, 과부의 죽은 남편과 리날도 다스티가 닮았기에 리날도 다스티는 융숭한 대접을 받고 과부의 침실에서 즐거운 밤을 보내게 된다.
리날도 다스티가 이튿날 성에 도착해 보니, 강도들은 모두 검거 되어 끌려가고 있었고 교수형을 당하게 된다.

### 세 번째 이야기: 알렉산드로 람베르티의 이야기
이탈리아의 막대한 부자 가문인 람베르티 가문에 삼형제가 있었지만(아골란티 가문이라고도 한다), 이들은 너무나 방탕한 생활을 하다가 재산을 모두 날리고 가난뱅이가 되어 버릴 위기에 처했다. 이들은 크게 반성하여, 영국으로 건너가서 고리대금업을 하면서 다시 악착 같이 돈을 모아서 재기에 성공한 후, 조카인 알렉산드로에게 영국의 재산을 관리하라고 맡겨 두고는 이탈리아로 돌아 온다.
이들은 이탈리아에 돌아와서 다시 방탕한 생활을 하는 데, 때마침 영국에서 왕과 왕자 사이에 전쟁이 일어나서 돈을 제대로 돌릴 수가 없게 되어 알렉산드로가 보내 주는 돈줄까지 끊기게 된다. 삼형제는 다시 가난뱅이가 되어 망하게 되고, 영국의 알렉산드로도 갈 곳이 없게 되어 일단 이탈리아로 돌아오려고 한다.
알렉산드로는 돌아오는 길에, 이탈리아로 가는 한 수도원장 일행을 따라다니게 되는데, 성실한 모습이 좋은 인상을 남긴다. 여관의 방이 없어서 알렉산드로는 수도원장과 단 둘이 같은 방에서 자게 되는데, 수도원장이 가슴에 알렉산드로의 손을 올려 놓는다. 알렉산드로는 금지된 애정표현이라고 생각하여 질겁을 하는데, 수도원장이 속옷을 풀어 손을 뻗어 만지게 하자, 여자의 유방이 만져진다. 알렉산드로가 놀라자, 수도원장은 자신의 정체를 밝힌다. 자신은 교황에게 신랑감을 찾아 달라고 길을 떠나는 영국의 공주이며 알렉산드로에게 반하게 되었다고 하는 것이다.
결국 알렉산드로는 영국의 공주와 결혼하게 되고, 자신의 삼촌인 삼형제들을 가난에서 다시 구제해 준다. 또한 영국 왕과 왕자의 전쟁이 끝나고 영국에 평화가 찾아오자, 알렉산드로는 콘월의 백작이 된다. 어떤 전설에는 알렉산드로는 이후, 스코틀랜드를 정복하여 왕이 되었다고 한다.

### 네 번째 이야기: 란돌포의 이야기
란돌포는 부자로 무역을 하기 위해 큰 배에 전재산을 털어 상품을 사서 키프로스 섬으로 간다. 그런데 키프로스 섬에는 자신이 산 것과 같은 물품을 산 배들이 벌써 몇 척이나 와 있어서, 가격 폭락으로 란돌포는 알거지가 될 지경에 이른다. 란돌포는 절망하여 자살할까하다가, 마음을 고쳐먹고 어떻게든 돈을 벌어야겠다고 생각하고, 좋은 장비를 구입하여 터키인 배들을 공격하는 해적질을 시작한다.
란돌포는 해적질을 해서 돈을 모아서 어느 정도 부유해 지자, 이제 더 이상 욕심을 내지 않고 손을 털고 고향으로 돌아가기로 한다. 그런데 거친 폭풍을 만나 잠시 정박해 있을 때, 란돌포의 재물을 탐낸 제노바인 선단이 해적으로 돌변하여 란돌포의 재물을 몽땅 털어간다. 설상가상으로 란돌포는 풍랑을 만나 죽을 위기에 처하게 되는데, 널빤지 하나와 궤짝 하나에 의지해서 망망히 바다위를 떠다니다가 빈 몸으로 코르퓨 섬에 닿는다.
그런데 마침 붙잡고 온 궤짝이 안에 보석들이 담겨 있는 보물상자였으므로, 란돌포는 자루에 보석을 숨겨서 고향으로 돌아온다. 란돌포가 보석을 판 돈은 막대했으므로, 이후에는 장사니 무역이니 하는 것은 다시는 생각하지 않고, 편안히 여생을 보냈다고 한다.

### 다섯 번째 이야기: 안드레우치오 디 피에트로의 이야기
안드레우치오 디 피에트로는 하룻밤 사이에 온갖 우여곡절을 겪은 사람이다. 안드레우치오 디 피에트로는 말시장이 서는 나폴리에 말을 사러 갔다. 그는 말을 살 돈이 있다는 점을 과시하기 위해 지갑을 자주 내어 보였다. 그때 한 젊고 아름답고 돈에 약한 시칠리아 여자가 그것을 보고 돈을 탐냈다. 여자는 몰래 안드레우치오 디 피에트로를 지켜보았는데, 그가 우연히 예전에 알던 한 할머니를 만나 반가워하는 것을 보고, 나중에 그 할머니에게 접근하여 안드레우치오 디 피에트로의 배경과 친척들에 대해 알아낸다.
여자는 한 하녀를 보내어 안드레우치오 디 피에트로를 만나고 싶다고 전한다. 여자는 아름답게 꾸미고 아름답게 치장한 집을 빌려서 그를 맞는다. 그는 여자가 귀부인이라고 생각한다. 여자는 자신은 안드레우치오 디 피에트로의 아버지가 젊은 시절 객기로 임신시킨 여자가 낳은 배다른 여동생이라고 거짓말로 소개하면서, 자라나서는 시칠리아의 귀족 부인이 되었으나 시칠리아의 정변으로 나폴리로 도주해서 살고 있는 처지라고 설명한다. 그러면서 지금껏 백방으로 아버지를 찾아다녔는데, 이제 오빠를 만나게 되었으니 기쁘다고 한다. 그리고 그의 친척관계에 대해서 확인한다. 그러자 안드레우치오 디 피에트로는 여자를 믿게 된다.
밤이 깊을 때까지 여자의 집에 있던 그는 옷을 벗고 잠자려 하다 화장실을 찾아갔다가,잘못해서 오물을 덮어쓰고 담벼락 아래로 굴러 떨어지게 된다. 그는 다시 집을 찾아 들어가려 하는데, 사람들은 그런 여자는 없다면서 그를 미친 사람 취급 한다. 안드레우치오 디 피에트로는 어리둥절해 하면서 헤메게 된다. 그는 헤메던 길에서 도둑떼를 만나고, 안드레우치오 디 피에트로는 도둑떼들에게 사연을 이야기 한다. 그러자, 도둑떼들은 이것은 지갑을 잘 때 몰래 훔치기 위한 사기 수법이라고 알려주면서, 그곳은 말페르투치오(악마의 굴) 거리의 악명 높은 악당의 소굴이라 그대로 있었으면 살해 당했을 것이니 차라리 다행이라고 말해준다. 안드레우치오 디 피에트로는 깜짝 놀란다.
이후 그는 도둑의 협박으로 얼마전에 매장된 대주교의 무덤을 도굴하는 일을 하게 된다. 도둑들은 무덤을 열고 들어가는 것을 꺼림칙하게 여겼으므로, 안드레우치오 디 피에트로가 도굴을 하게 되는데, 무거운 석관을 열고 들어가 이런저런 값진 물건을 석관 밖으로 던진다. 다만 마지막 귀한 반지 하나만은 던져 주지 않고, 못찾겠다고 거짓말 한다. 그러자 도둑떼들은 무거운 석관 문을 닫아서 안드레우치오 디 피에트로를 가두어 버린 뒤에 도주한다.
안드레우치오 디 피에트로는 관 속에 갇힌 채 두려워 하는데, 얼마후 수도사들의 무리가 몰래 도굴을 하러 오는 것을 알게 된다. 사람들이 꺼림칙하게 여기고 머뭇거리자 한 수도사는 "시체는 사람을 잡아 먹지 못한다"고 자신만만해하면서 석관 문을 열게 하고 자기가 들어가려고 한다. 그러자 그틈을 타서 안드레우치오 디 피에트로는 튀어 나온다. 수도사 일당들은 그것을 보고 깜짝 놀라 "10만명의 악마가 뒤를 쫓아오는 듯이" 도망치고, 안드레우치오 디 피에트로는 무덤에서 얻은 값진 반지를 들고 집에 돌아갈 수 있게 된다.

### 여섯 번째 이야기: 베리톨라 카라치올라의 이야기
베리톨라 카라치올라는 한 귀족의 아름다운 부인이었다. 그 귀족은 시칠리아왕 만프레디의 충신이었는데, 만프레디가 샤를르 1세와 전쟁 중에 전사하고 샤를르 1세가 시칠리아를 접수한다는 소문이 돌자 귀족과 그 부인 베리톨라 카라치올라는 망명하려 하였다. 그런데, 시칠리아 백성들은 만프레디에 대한 충심이 약했으므로, 그 소식을 알게 되자 귀족을 붙잡아 샤를르 1세에게 압송해 버렸다. 이에 베리톨라 카라치올라는 임신한 몸으로 아들과 함께 작은 배를 타고 탈출한다.
작은 배는 한 섬에 난파하여 떠돌다가 한 섬에 닿게 된다. 베리톨라 카라치올라는 외진 곳에 숨어 지내고 있었는데, 그러던 어느날 해적떼가 섬을 습격하여 베리톨라 카라치올라의 아들과 새로 낳은 그 동생을 비롯해서 섬 사람들을 모두 노예로 붙잡아 가 버린다. 베리톨라 카라치올라는 외진 곳에 숨어서 비탄에 빠져 있다가 홀로 남겨지고, 뒤늦게 자신의 남편과 아이들을 모두 잃은 신세가 되었음을 깨닫고 괴로워 한다.
베리톨라 카라치올라는 가장 절망한 순간, 한 새끼 사슴을 보고 갑자기 매우 아름답게 여기게 된다. 베리톨라 카라치올라는 출산한지 얼마 지나지 않았으므로 젖이 많이 나왔으므로, 사슴에게 자기 젖을 물려 기르게 되고, 아무도 없는 섬에서 사슴에게 정을 주며 살게 된다. 그렇게 몇 달을 살면서 베리탈라 카라치올라는 사슴과 함께 살면서 짐승처럼 행동하고 사는 삶을 살게 된다.
그러다가 한 귀족의 배가 우연히 폭풍을 피하려고 섬에 정박했을 때 베리톨라 카라치올라를 보게 되어 구조 된다. 그녀는 자신의 신세를 이야기하며 사슴도 같이 데려가 달라고 말하여,귀족의 집에서 살게 된다. 그런데 마침 그 귀족의 집에는 해적을 통해 노예로 팔려 갔던 아들이 하인으로 있었다. 아들은 시칠리아 사람들에게 붙잡히지 않기 위해 정체를 숨긴 채 일하고 있었던 것이다. 두 사람은 너무도 달라진 서로의 모습에 서로의 정체를 모른 채 같이 일하며 지내게 된다.
아들은 16세의 귀족의 딸과 눈이 맞게 되는데, 그리하여 한 꽃이 만발한 숲속에서 쾌락을 즐기다가 그 모습을 귀족에게 들키게 된다. 귀족은 노하여 아들과 자신의 딸을 가두어 놓는다. 아들은 1년 동안 갇혀 있는 생활을 하다가 문득 시칠리아에서 반란이 일어나 다시 정세가 바뀌었다는 말을 듣는다. 아들은 이제야 새 세상이 왔는데 갇힌 신세가 되었다고 한탄하다가 자기 정체를 털어 놓는다. 그 말을 전해 놓은 귀족은 아들이 옛 시칠리아 왕 신하의 자식이라는 것을 믿지 않고,베리톨라 카라치올라에게 남편과 아들에 대해 물어본다. 아들의 말과 베리톨라 부인의 말이 일치하는 것을 확인한 후에야 귀족은 아들의 정체를 믿게 된다.
귀족은 베리톨라 카라치올라의 아들이 높은 신분의 귀족이니 자신의 딸과 결혼시키면 오히려 이득이라고 생각하여 결혼 시키고 어머니인 베리톨라 카라치올라와 만나게 한다. 아들은 결혼을 하면서 사람을 보내어 노예 중계상의 하인으로 일하고 있는 동생을 찾아낸다. 노예중계상은 동생의 정체를 믿지 않다가 돈을 주자,돌변하여 친절히 동생을 보내어 준다. 이리하여 베리톨라 카라치올라는 두 아들과 다시 만나게 된다.
결혼식이 끝난 후, 아들은 시칠리아에 아버지가 살아 있으며, 이제 정국이 바뀌어 다시 재기 했음을 알게 된다. 그리하여 베리톨라 카라치올라는 두 아들과 함께 시칠리아로 돌아가 남편과 재회하고 참으로 오랜만에 다시 평화로운 가정에 안착하게 된다.

### 일곱 번째 이야기: 알라티엘의 이야기
이 이야기는 바빌로니아의 공주로 어마어마하게 아름다운 것으로 유명했던 그녀가 4년 동안 9명의 서방이 바뀐 기구한 사연을 내용으로 하고 있다. 9명의 서방에 대한 사연을 설명하면 다음과 같다.
1. 가르보의 왕: 바빌로니아가 아라비아의 침공을 받게 되었을 때, 가르보의 왕이 도와 주어 승리했으므로, 바빌로니아왕은 아름다운 딸인 알라티엘 공주를 가르보의 왕에게 시집 보내려고 배에 태워 보낸다.
2. 왕에게 시집가다가 난파한 후 구출해준 귀족: 알라티엘 공주가 탄 배는 폭풍에 휘말려 난파된다. 힘있는 남자들은 서로 작은 배로 탈출하려고 싸우다가 죽어 버리고, 공주와 시녀들만 배에 남아 있다가 어느 섬에 닿는다. 그곳에서 한 귀족이 공주를 발견하는데, 말도 통하지 않지만 미모와 기품에 반하여 공주를 위로하고 설득해 첩으로 삼는다. 귀족은 기품을 지키려는 공주에게 이슬람교도라서 먹지 못하던 독한 포도주를 먹인다. 그러자 공주는 술에 취해 춤을 추고 옷을 벗어 던진다. 그리하여, 귀족은 공주와 쾌락을 즐기게 되고, 공주는 "남자가 어떤 뿔 같은 것으로 여자를 찌른다는 것"을 그때껏 모르고 있다가 그 쾌락을 깨달아 이후, 적극적으로 탐닉하게 된다.
3. 귀족의 동생: 귀족에게는 혈기왕성한 동생이 있었는데, 귀족이 새로 들인 첩인 알라티엘 공주를 보고 깊게 반하게 된다. 동생은 알라티엘 공주도 자신을 사랑하고 있다고 착각하고, 먼 곳으로 가는 배가 항구에서 떠나기 전날 밤에 형을 죽이고 알라티엘 공주를 납치한 뒤에 배를 타고 도주한다.
4. 동생이 야반도주할 때 배를 이끈 뱃사람: 동생이 타고 있던 배를 끌고 가던 뱃사람 두 명이 알라티엘 공주의 미모와 기품에 반하게 된다. 두 사람은 서로 힘을 합하여 귀족의 동생을 살해하고 알라티엘 공주를 빼앗으리라 마음 먹는다. 두 사람은 배를 매우 빠르게 움직이게 하여 멀찌감치 가게 한 뒤, 바다 한 가운데에서 방심한 귀족의 동생을 살해한다. 그러나, 이후, 두 사람은 누가 먼저 알라티엘 공주와 함께 잠자리에 드느냐 하는 것을 두고 다투다가 결투를 벌여, 둘 중 한 사람은 죽고 나머지 한 사람도 중상을 입는다.
5. 뱃사람 동네의 영주: 살아남은 뱃사람은 알라티엘 공주와 함께 목적지에 도착한 뒤에 여관에서 머물면서 지낸다. 그런데 미모와 기품이 대단한 정체불명의 여자에 대한 소문이 삽시간에 퍼져나갔으므로, 그 지방의 영주가 호기심을 품게 된다. 영주가 한번 찾아가 보니 알라티엘 공주는 정말로 대단한 미녀라 그만 모든 것을 잊고 사랑에 푹 빠지게 된다. 이것을 알게된 뱃사람의 친척들은 자신들의 안위를 위해서, 알라티엘 공주를 영주에게 갖다 바친다.
6. 영주의 친척인 공작: 영주는 알라티엘 공주를 탐닉하며 즐거운 생활을 한다. 그 소문을 들은 그 친척인 한 유부남 공작은 호기심을 갖게 된다. 그러자 영주는 자신과 함께 지내는 공주를 보여주면서 자랑한다. 그 모습을 보고 유부남이었던 공작은 격렬한 질투를 느끼고, 영주의 하인을 포섭하여, 어느날 밤 침실에 잡입해서 하인이 영주의 옆구리를 관통할만큼 깊숙히 칼을 찔러 암살하게 한 뒤, 그 하인 마저 목졸라 죽이고, 시체를 없애 버린다. 공작은 자고 있는 알라티엘 공주의 옷을 벗은 모습을 보고 극히 감탄하여, 피를 묻힌 채로 알라티엘 공주 곁에 눕는다. 알라티엘 공주는 잠결에 그가 영주라고 착각했으므로, 두 사람은 밤새 쾌락을 누린다. 날이 밝자 공작은 공주를 납치하여 자신의 별장으로 도주한다.
7. 공작의 처남인 황태자: 한 미치광이가 목졸라 죽인 영주 하인의 시체를 찾아서 그 목에 걸린 줄을 끌고 시내를 돌아다닌다. 사람들은 놀라서 미치광이를 조사하다가 영주가 암살 당했음을 알게된다. 사람들은 갑자기 도주한 공작이 수상하다고 생각하여 영주의 원수를 갚겠다고 전쟁을 일으킨다. 공작은 원군을 부르는데, 그 중에는 자신의 처남인 비잔틴 제국의 황태자도 있었다. 황태자는 누님인 공작 부인이 공작이 첩인 알라티엘 공주에게만 빠져 있어서 상심한 것을 알게 된다. 황태자는 이에 알라티엘 공주를 보게 되고,그 미모와 기품에 빠져 온통 그녀만 생각하게 된다. 황태자는 마침내, 전쟁터의 지휘는 부하에게 맡기고, 자신은 수치스러움에 빠진 누님을 위해서라는 명분을 내세워 알라티엘 공주를 납치해 간다.
8. 황태자의 나라와 원수인 터키의 술탄: 황태자는 전쟁중에 여자와 함께 도주한 것 때문에 황제에게 꾸중을 들을까봐 두려워 외딴 곳에서 알라티엘 공주와 함께 쾌락을 누리며 지낸다. 황태자가 외딴 곳에서 여자에게만 빠진 채 홀로 있다는 소식은, 비잔틴 제국의 원수인 터키의 술탄의 귀에도 들어간다. 그러자 터키의 술탄은 황태자가 있는 곳을 급습하여 그 부하들을 죽여 버리고, 전리품을 챙겨온다. 전리품을 점검하다가 어마어마하게 아름답고 기품 있는 여인인 알라티엘 공주가 있는 것을 보자 터키의 술탄은 반하여 그녀와 결혼한다.
9. 술탄의 신하: 알라티엘 공주는 그 동안 고향을 떠나서 지내면서 말이 안통하는 곳에서만 지내고 있었는데, 술탄의 신하 중에는 말이 통하는 사람이 있었다. 그리하여, 공주는 그와 같이 말을 나누다가 두 사람은 서로 정분이 나서 알라티엘 공주는 바람이 나게 된다. 얼마후 비잔틴 제국의 황제가 복수를 하기 위해 모든 동맹국에게 조건을 보장하고 터키의 술탄을 공격하자, 술탄은 패하게 된다. 그러자, 술탄의 신하는 알라티엘 공주와 함께 피신하여 먼 섬의 항구도시로 달아난다.

항구도시에서 신하와 함께 알라티엘 공주는 같이 지내다가, 신하는 병들어 죽게 된다. 신하는 죽으면서 유언으로 알라티엘 공주에게 "당신이 나를 잊지만 않는다면, 나는 저승에서 자연이 만들어낸 최고의 미녀에게 사랑을 받았다고 자랑할 수 있을 것이다"라면서 자신을 잊지 말아 달라고 유언한다.
이후 공주는 섬의 항구를 오가는 사람들 중에서 옛 아버지 왕의 신하를 만나게 된다. 알라티엘 공주는 그에게 고향으로 돌아가고 싶지만, 워낙에 기구한 삶을 보내어 제대로 받아들여질 수 있을 지 걱정이라고 말한다. 그러자 그는 꾀를 한가지 가르쳐 주면서, 알라티엘 공주가 고향인 바빌로니아로 다시 돌아갈 수 있도록 해준다.
고향에 돌아온 알라티엘 공주는 아버지인 바빌로니아 왕에게, "기독교인들이 사는 곳에 표류하게 되었는데, 기독교인들의 풍습을 알 수 없어서 정확히는 잘 모르지만 '수녀원'이라는 곳에서 계속 지내다가 왔다"고 말한다. 그러자, 왕은 크게 기뻐하고 원래 결혼하려고 했던 가르보의 왕에게 다시 시집을 보낸다. 알라티엘 공주는 가르보의 왕과 첫날밤을 지낼 때, "8명의 남자와 1만번은 행했을 터인데, 숫처녀라고 믿게했다." 그 뒤 두 사람은 잘 지냈다고 한다. 데카메론에는 이야기 말미에, "그러므로 키스를 받은 입은 빛이 바래지기는커녕 달처럼 더욱 윤기가 난다"라는 속담이 소개되어 있다.

### 여덟 번째 이야기: 고티에의 이야기
고티에(가우티에르)는 프랑스 왕의 신하로, 부인을 일찍 잃고 아들 딸과 함께 지내고 있었다. 그런데, 프랑스 왕과 왕자가 독일과 로마제국의 후계자 자리를 놓고 전쟁을 하러 나갔을 때, 왕자비가 홀로지내던 끝에 고티에에게 반하여 그를 유혹한다. 왕자비는 가난한 사람도 욕망을 이기지 못할 때가 있는데, 모든 것이 넉넉한 부자가 욕망을 이기지 못하는 것은 죄도 아니지 않느냐면서, 고티에에게 자신은 "남편이 없어서 사랑의 힘에 항거하지 못할만큼 참을 수 없는 욕망을 느끼고 있다"고 한다. 그러나 고티에는 충신이었으므로, 이를 꾸짖으며 거부한다.
그러자 왕자비는 격렬한 수치심을 느껴서, 고티에에게 누명을 씌우기 위해, 갑자기 스스로 옷을 찢으면서 고티에가 자신을 덥치려 했다고 소리를 지른다. 고티에는 아들, 딸과 함께 전속력으로 도주하여 칼레로 가고, 거기에서 바다를 건너 영국으로 가서 신분을 숨기고 구걸을 하며 살아간다.
고티에는 귀여운 자신의 딸을 먼저 하녀로 다른 집에 보내고, 아들과 함께 웨일스에 이르렀을 때, 아들도 한 기사의 하인으로 들여 보낸다. 딸은 시간이 흘러흘러 한 귀족 집에서 일했는데 그 집 아들이 반하여 아들이 상사병으로 죽을 지경에 이르자 귀족집의 며느리가 되었다. 한편 아들은 기사의 충성스러운 하인으로 활약하다가 흑사병이 도져서 기사 가문의 딸 한 명만을 남기고 모두 죽어버렸을 때, 딸과 결혼하여 기사의 유산을 물려 받는다.
한편 고티에는 영국 이곳저곳을 떠돌며 걸인 생활과 말지기 일을 하다가 우연히 딸이 사는 귀족 집에서 일하게 된다. 고티에는 모르고 있었지만 딸의 자식인 손자 손녀들이 유난히 자신을 따랐다. 이것을 보고 귀족인 시부모는 원래 거지였던 아이에서 나온 후손이니 거지를 좋아하는 것도 당연하다면서 비아냥 거린다. 얼마후, 프랑스와 독일은 다시 싸우게 되는데, 영국에서도 프랑스를 지원하기 위해 원군으로 가게 되었으므로, 귀족도 싸우러 나가게 되고, 귀족의 하인인 고티에도 따라 나서게 된다. 또한 웨일스의 기사로서 공훈을 세우고 있던 고티에의 아들도 전쟁터로 나서게 된다.
전쟁 중에 처음에 고티에에게 누명을 씌웠던 왕자비는 죽음을 맞게 된다. 왕자비는 죽으면서 자신이 저지른 죄를 고백하여 고티에는 결백하다고 이야기 한다. 그 소식을 들은 고티에는 자신의 정체를 밝힌다. 그러자, 자신의 딸인 귀족의 며느리의 소식도 알게 되고, 같이 전쟁터에 나온 자신의 아들인 웨일스의 기사의 소식도 알게 된다. 마침내 고티에는 다시 프랑스 왕을 찾아가서 그간의 소식을 밝히고 복권되게 되며, 온 가족이 재회하게 된다.

### 아홉 번째 이야기: 베르나보 로멜린의 이야기
여러 상인들이 모여 떠들고 있는 와중에 여자의 마음은 변덕이 심해서 바람 피우는 것은 간단하다고 낄낄거리게 된다. 그런데 베르나보 로멜린이라는 제노바에서 온 상인이 자신의 아내는 젊고 미인이며 일도 잘하고 침대 위의 쾌락도 매우 훌륭하면서도 매우 정숙하다고 굳건히 주장하였다. 이 때문에 논쟁이 벌어졌고, 마침내 베르나보 로멜린은 만약 아내를 유혹할 수 있다면 자기 목을 내놓겠다고 하게 된다. 결국 한 사나이와 베르나보 로멜린은 금화 천닢과 금화 오천닢을 걸고, 삼개월 안에 아내를 유혹할 수 있는지 내기하게 된다.
사나이는 즉각 베르나보 로멜린의 집으로 떠난다. 그리고 이웃 하인에게 부탁해 베르나보 로멜린의 집으로 화물인 궤짝 하나를 배달해 달라고 한다. 자신은 그 궤짝 속에 들어가 숨어 있는다. 집에 궤짝이 보관되어 있을 때, 밤중에 사나이는 몰래 기어나와 베르나보 로멜린의 부인이 자고 있는 침실에 간다. 사나이는 몰래 침실 광경을 살펴보고 가만히 자고 있는 부인의 옷섶을 풀어헤쳐서, 부인의 가슴에 점이 하나 있고, 그 점에 다섯가닥의 금발이 나 있는 것을 본다. 사나이는 옷을 벗긴 부인의 모습이 너무도 아름다워 마음이 동하여 옆에 누웠으나, 이내 들키는 것이 두려워 다시 궤짝 속으로 숨는다.
다음날 궤짝을 다시 다른 곳으로 배달하게 될 때 사나이는 바깥으로 기어 나와서는 베르나보 로멜린을 만나러 간다. 베르나보 로멜린에게 사나이는 자신이 부인과 바람이 났다고 거짓말 하면서, 자기 집 침실의 광경을 설명하고, 부인의 가슴 아래에 있는 점과 다섯가닥 금발까지 이야기 한다. 그러자 그것이 증거가 되어, 베르나보 로멜린은 패배를 인정하고 절망하면서 금화 오천닢을 낸다.
베르나보 로멜린은 격분하여 하인을 시켜 부인을 죽여버리라고 한다. 부인은 영문도 모르고 죽임을 당하려 하다가 하인에게 사정하여 아무도 모르는 곳으로 도망친다. 이후 부인은 남자로 변장을 하고 상인으로 일하며 지내면서 차츰 자리를 잡는다. 그러다가 부인은 상인들끼리 웃고 떠드는 곳에서 옛날 그 사나이가 어떻게 어리숙한 남자를 속였는지 자랑스레 떠드는 것을 듣고, 모든 정황을 알게 된다.
부인은 이슬람교도들의 술탄이 성대한 박람회를 열어서 왠갖 상인들이 모였을 때, 사나이와 베르나보 로멜린과 친해 진 뒤, 술탄 앞에 함께 찾아가 기이한 이야기라면서 자신의 이야기를 해 준다. 그리고는 술탄이 그 이야기의 주인공들을 보고 싶어하자, 부인은 이야기의 주인공들이 바로 여기에 있다면서 두 사람을 지목하고, 자신의 옷을 찢어 해쳐서 가슴을 보여주면서 자신이 여자임을 드러낸다.
결국 술탄에게 사나이는 처벌 당하게 되어, 재산은 부인과 베르나보 로멜린에게 주게 된다. 그리고 사나이는 온몸에 꿀을 바른채 뜨거운 태양 아래 묶여 있게 된다. 사나이는 온갖 해충들의 공격을 받으면서 말라죽고, 죽은 후에도 그 뼈가 한동안 사람들이 경계하도록 남겨진다. 베르나보 로멜린은 자신의 잘못을 깨닫고 이후 아내와 함께 해로 한다.

### 열 번째 이야기: 바르톨로메아의 이야기
바르톨로메아는 아름답고 젊은 여자로, 데카메론에서 바람끼가 많은 피사 출신 여자라는 뜻으로 묘사된 "구더기를 먹고 사는 초록빛 도마뱀"과 같은 피사 여인네였다. 한 부유하고 머리는 좋지만,힘이 부족한 재판관이 자신의 부에 걸맞은 아름다운 부인을 찾고 있었으므로 바르톨로메아와 결혼하게 되었다.
그런데 재판관은 첫날밤을 보낸 후에, 자신의 힘이 극히 부족한 것을 알게 되었다. 그리하여, 곧 바르톨로메아에게 달력을 보여주면서 온갖 종류의 명절, 축일, 축일 전야, 재판을 위해 근신해야 하는 날 등등을 최대한 많이 표시해서 알려주고, 이를 갖은 핑계로 하여 바르톨레메아와 같이 밤을 같이 보내는 것을 최대한 애써 피하려 하였다. 그러고 있는 동안, 해적이 습격해 왔을 때, 바르톨레메아는 붙잡혀 가고 말았다.
해적은 바르톨레메아가 미녀였으므로, 그녀와 함께 지내게 되었다. 데카메론에는 물론 그는 "달력을 갖고 있지 않았으므로" 밤마다 항상 바르톨레메아와 함께 즐겼다고 나와 있다. 이후, 재판관은 부인을 되찾고자 몸값을 내고 데려가려 했지만, 바르톨레메아는 그를 모른척한다. 재판관이 아무도 없는 곳에 가서 묻자, 바르톨로메아는 "젊은 여자는 좋은 옷을 입고, 맛있는 음식을 먹는 것보다, 부끄러워서 입밖에 낼 수 없는 것을 더 바라고 있다는 것은 아셔야 했다"고 말한다. 재판관이 화가나서 매춘부 같은 일일랑 하지 말라고 따지자, 바르톨로메아는 지금은 해적의 부인이라는 느낌이 들지만 재판관과 함께 살때야 말로 매춘부 같았다고 하면서, "그때는 재판관과 나 사이에 왠갖 달력에 표시된 날짜들과 축일로 덧씌워 놓은 채였지만, 지금은 해적은 직접 그 손으로 만저주고 그 입으로 물어 준다"면서, "재판관은 아무리 쥐어짜 봐야 한 쟁반 치의 소스도 나오지 않는다"고 비웃는다.
마침내 재판관은 포기하고 돌아간 뒤에 미쳐버렸다. 거리를 헤매면서 누가 무슨 말을 시키면, "나쁜 구멍은 축일을 싫어해서 말이야"라고 중얼거리게 되었다고 한다. 얼마 지나지 않아 재판관은 죽었고, 이 소식을 전해들은 파가니노는 여자가 자기를 깊이 사랑함을 깨닫고 정식으로 혼인했다. 그리고 거룩한 날이니 철야 기도니 사순절 따위는 거들떠보지도 않고 힘이 닿는 대로 즐기고 또 즐겼다. 베르나보가 암브로주올로와 내기를 한 게 결국 내리막길에서 염소를 탄 꼴이었다고 디오네오는 마무리한다.

## 세 번째 날의 이야기: 꾀를 내어 간절히 원하던 것을 얻는 이야기(왕)

### 첫 번째 이야기: 마제토의 이야기
마제토는 농부였는데, 수녀원에서 정원사로 일하던 사람이 9명의 젊은 처녀인 수녀들의 비위를 맞춰 주며 일하다 보니 도저히 힘들어 견딜수가 없어서 때려치우고 나왔다고 푸념하는 이야기를 듣는다. 마제토는 이 말을 듣고, 여자들 사이에서 일하면 좋겠다고 생각하는데, 쉽사리 수녀들 사이에 채용되기 쉽지 않을 듯 하여, 불쌍한 벙어리로 가장하고 도움을 청하는 방법으로 수녀들과 가까워 진 뒤에, 마침녀 수녀원의 정원사가 되는데 성공한다.
마제토는 늠름한 청년이었으므로, 어느날 수녀들의 호기심에 남자를 경험해 볼 대상으로 여겨져서 하나 둘 수녀들과 잠자리를 같이하게 된다. 수녀들은 마제토가 벙어리이기 때문에, 마음 놓고 호기심을 해결하기 위한 대상으로 여기는 데, 결국에는 마제토의 벗은 몸을 우연히 보고 수녀원장까지도 마음이 동하여 마제토와 잠자리를 같이하게 된다.
결국 마제토는 혼자서 몰래 열 명의 수녀와 수녀원장을 당해내는 것이 너무 힘들어서, 종교적인 기적이 일어나서 벙어리인 자신이 말을 할 수 있게 된 것처럼 가장하여, 수녀원장에게 사태를 말한다. 결국 수녀원장과 수녀들은 서로 협의하여 모든 일이 소문나지 않고 평안하게 해결되도록 조치한다.

### 두 번째 이야기: 테우델링가의 이야기
테우델링가는 롱고바르디의 왕비였는데, 왕의 비천한 말구종 하나가 아름다운 왕비를 몹시 깊게 짝사랑하였다. 말구종은 이루어질 수 없는 사랑임을 아주 잘 알고 있어서, 감히 왕비에게 고백하거나 하지는 못했지만, 더욱더 마음을 불사른 끝에 마침내, 죽기전에 왕비 곁에 가서 어떤일이든 일을 저질러야겠다고 결심한다.
말구종은 풍채가 마치 왕과 같이 좋았으므로, 왕의 차림과 행새를 잘 보아 두었다가, 마치 왕처럼 꾸미고, 밤에 몰래 갑자기 왕비를 덥친 뒤 도망간다. 그런데 공교롭게도 그 직후에, 진짜 왕이 나타난다. 그러자, 왕비는 놀라서 "방금 갔다가 다시 또 오시다니 너무 과로하지 않도록 주의하라"고 한다. 왕은 머리가 좋았으므로, 즉시 상황을 눈치채고, 자는척 하는 하인들 중에 흥분하여 가장 심장이 빠르게 뛰는 놈을 찾아내서 몰래 수염과 머리카락을 잘라서 표시를 해놓는다.
다음날 왕이 하인들을 늘어서게 해 보니, 말구종은 자신의 행동이 들키는 것을 염려하여 다른 모든 시종들도 전부다 수염과 머리카락을 잘라 놓은 것이었다. 왕은 이렇게 된 마당에 괜히 범인을 잡아낸다고 휘젓고 다녀봐야 찾기도 어렵고, 괜히 왕비와 자신의 명예만 더럽히게 되리라 생각하여, 범인 잡기를 포기하고, 말구종은 이 일을 처음이자 마지막 기억으로 간직하고 남은 평생을 다른 마음을 먹지 않고 살아간다.

### 세 번째 이야기: 어느 부인의 이야기
이름을 밝히지 않고 소개된 어느 부인은 돈많은 사람에게 시집 왔는데, 남편의 천한 신분이 싫어서 최대한 잠자리를 피하고 있다. 대신 이 부인은 어느 늠늠한 귀족 청년을 사모하고 있다. 그러나 몰래 그 뜻을 전하기가 쉽지 않다. 부인은 마침내 청년과 친한 수도사에게 돈을 주면서 청년이 자신이 추근대고 있다고 하면서 꾸짖어 달라고 한다. 그러자 수도사는 부인의 말을 청년에게 전한다. 청년은 어리둥절해 하면서도 그 수도사를 통해서 부인이 보내는 말들을 조금씩 전해 듣는다. 마침내 청년은 부인이 자신을 사모하고 있고, 언제 부인의 남편이 집에 없으니 어느 창문으로 몰래 들어오면 밀회를 할 수 있다는 내용마저 수도사가 꾸짖는 말 중에서 전해 듣고, 그대로 행하여 부인과 몰래 즐기게 된다.

### 네 번째 이야기: 돈 펠리체의 이야기
돈 펠리체는 영리한 수도사로 마을에 있는 매우 열렬한 신자의 부인이 매우 아름다운 것을 발견한다. 그런데 신자는 너무나 종교에 깊이 빠져, 만사를 등한시 했으므로, 부인은 밤마다 매우 외로워 하였고 부인과 자연히 자주 만나게 된 성당의 돈 펠리체 수도사는 부인과 눈이 맞게 된다. 그런데, 부인은 수도사와 밀회를 하려고 기회를 엿보기에는 남편인 신자가 집을 떠나지 않기 때문에 틈이 나지 않는다고 한탄한다.
수도사는 꾀를 내어 남편에게 종교에 더욱 깊이 귀의하고 신실하게 기도하는 방법으로 십자가 모양으로 만든 틀 속에 들어가서 마치 무덤속에 들어가 있는 것처럼 하여, 밤마다 기도를 외우면서 처박혀서 수도하는 방법을 취하라고 제안한다. 남편은 그렇게 해서 깊은 수도를 할 수 있다면 그렇게 하겠다고 한다. 그리하여, 남편이 십자가 모양 틀 속에 들어가서 기도문을 외우는 동안 수도사는 부인의 침대 속에 들어가 함께 즐긴다.
남편은 어느날 부인에게 이상하게 십자가 틀에 들어가 있을 때 침대 삐걱거리는 소리가 너무 심하게 난다고 말한다. 부인은 웃음을 참지 못하며 말하기를, 그것은 자신이 너무 외로워 심하게 몸을 뒤척이다가 보니까 나는 소리라고 둘러댄다. 부인은 수도사와 즐기면서 수도사에게, "당신이 남편에게 고행을 시켰기 때문에, 당신과 나는 천국에 온 것이다"고 말하며 좋아한다.

### 다섯 번째 이야기: 치마의 이야기
치마는 멋쟁이라는 뜻으로 신분은 낮지만 멋쟁이인 한 청년의 별명이다. 치마는 한 귀부인을 사모하는 데, 그 귀부인의 밀라노의 높은 관직을 얻게 된 귀족의 아내였다. 이 귀족은 모든 것을 갖추었으나 그 관직에 어울리는 말을 얻지 못하여 답답해 하고 있는데, 마침 치마가 좋은 말을 갖고 있었으므로 말을 팔라고 떼쓴다. 치마는 거절하다가 귀부인과 아무도 몰래 말 몇 마디를 나누게 해 주면 말을 주겠다고 한다. 귀족은 그러라고 하고, 귀부인에게는 목석처럼 가만히 있으라고 하면서, 잠시 말만 하면 명마가 들어 온다고 한다. 그런데, 치마는 화려한 말로 귀부인과 사랑의 대화를 나누었으면서도 귀족에게는 대리석 조각상과 대화를 한 것 같다고 투덜거린다. 귀족이 흡족해 하며 떠나가자, 귀부인은 귀족에게는 정떨어지고 간절히 사랑하는 치마가 생각이 나서 치마를 부르는 신호로 수건을 창문에 널어 두고, 치마는 그것을 보고 귀부인에게 몰래 찾아가 두 사람은 종종 즐기는 사이가 된다.

### 여섯 번째 이야기: 리차르도 미누톨로의 이야기
리차르도 미누톨로는 유부남으로 다른 유부녀를 열렬히 사랑하여 구애하지만 이 유부녀가 워낙 제 남편을 좋아하여 거절만 당한다. 리차르도 미누톨로는 꾀를 써서 이제 유부녀를 깨끗이 포기하고 다른 여자를 사랑하는 척 하면서, 유부녀에게 그냥 지나가는 말로 그 질투심을 자극하기 위해 유부녀의 남편이 바람나서 어두운 목욕탕에서 밀회를 갖고 있다고 한다. 유부녀가 화가나서 자기 남편을 덥치러 어두운 목욕탕에 왔을 때, 리차르도 미누톨로가 숨어 있다가 남편인척 하면서 유부녀와 동침하고 나중에 자신의 정체를 밝힌다. 그러자 유부녀는 모든 일이 탄로나면 오히려 망신이라고 생각하고 리차르도 미누톨로도 싫지는 않다고 생각하고 같이 즐기는 사이가 된다.

### 일곱 번째 이야기: 테달도의 이야기
피렌체의 테달도는 알도브란디노의 아내인 에르멜리나와 사귀던 중 갑자기 연락을 끊은 에르멜리나에 실망하게 된다. 테달도는 우울감에 빠져 피렌체를 떠난 후 키프로스에 도착하여 상인으로 성공하였다. 피렌체를 떠난지 7년이 흘렀지만 에르멜리나를 절대 잊을 수 없던 테달도는 사업을 정리하고 다시 피렌체로 돌아온다. 테달도는 순례자로 분장하여 에르멜리나를 만나 그녀의 죄를 묻고 사죄를 받아낸다. 그 후 테달도(를 빼닮은 사람) 살인 용의자로 재판받던 에르멜리나의 남편 알도브란디노를 죽음에서 구해주고 진범을 밝혀낸다. 테달도 살해범으로 오인 받아 반목하던 자신의 형제들과 알도브란디노를 중재하여 모든 문제를 해결한다. 테달도는 이후로도 오랫동안 남몰래 에르멜리나와 사랑을 즐긴다.

### 여덟 번째 이야기: 페론도의 이야기
토스카나의 한 수도원에 여색에 빠진 수도원장이 있었다. 그는 아름다운 페론도의 부인을 뺏기 위해 술수를 쓰게 된다. 페론도의 부인은 남편의 질투에 괴로워 하고 있었는데 그 고해성사를 들은 수도원장은 부인에게 페론도가 연옥에 가서 고생을 하고 돌아와야 낫게 된다고 설득한다. 이후 수도원장은 페론도에게 가루약을 먹여 기절시키고 죽은 것으로 꾸며 장례를 치른 후 페론도를 수도원 지하감옥에 가둔다. 이후 수도원장은 지속적으로 페론도의 부인과 관계를 가지고 된다. 한편 잠에서 깨어난 페론도를 다른 수도사가 방망이로 때리며 연옥에서 질투로 인한 죄를 받고 있다고 믿게 만든다. 10달이 지나 페론도의 부인은 수도원장의 아이를 임신하게 되고 수도원장은 페론도를 다시 약으로 기절시켜 석관에 눞히고 다시 깨어나게 한다. 관에서 부활한(?) 페론도는 진심으로 회개하여 부인을 더 이상 질투하지 않고 잘 대해주게 되었고 수도원장의 아기를 본인의 아기로 믿고 키우게 된다.

### 아홉 번째 이야기: 질레타의 이야기
의사의 딸 질레타는 아버지의 지식으로 왕의 가슴에 난 종기를 고치게 되고 선물을 주겠다는 왕에게 오랫동안 연모하던 벨트라모를 남편으로 달라고 요구한다. 귀족인 벨트라모는 같은 귀족이 아닌 의사의 딸과 혼인하는 것이 못마땅했지만 왕명을 어길 수 없어 혼인을 하게 된다. 벨트라모는 영지로 돌아가 결혼생활을 하지 않고 바로 토스카나의 전쟁터로 떠나 피렌체를 위해 오랫동안 전투를 벌인다. 질레타는 남편에게 영지로 돌아오라는 전갈을 보내지만 벨트라모는 본인의 반지, 본인의 자식이 있다면 돌아가겠다고 완고히 응답했다. 총명한 질레타는 벨트라모가 연모하는 처녀로 변장해 반지를 선물로 받고 벨트라모와 관계를 가진다. 쌍둥이 아들을 낳게 된 질레타를 더 이상 무시할 수 없던 벨트라모는 결국 질레타를 받아들이게 된다.

### 열 번째 이야기: 알베리크의 이야기
지금의 튀니지 인근에 있는 지역에 있었던 이교도 신자였던 14세 정도의 아리따운 순진한 소녀가 있었는데 이름이 알베리크였다. 알베리크는 기독교와 기독교의 진리를 구하기 위해 수도하며 사는 삶이 매우 좋은 것이라는 이야기를 듣고 무조건, 수도자를 찾아 사막 깊숙한 곳으로 떠난다.
알베리크는 그 곳에서 루스티코라는 수도자를 만난다. 루스티코는 알베리크의 아름다움에 결국 유혹을 이기지 못하고, 알베리크에게 수도를 하기 위해 옷을 모두 벗으라고 말한다. 그리고 자신의 몸의 한쪽을 가리키며, 그것이 기독교에서 말하는 "악마"라고 하고, 알베리크의 몸의 한쪽을 가리키며, 그것이 기독교에서 말하는 "지옥"이라고 한다. 그리고 하느님의 뜻에 따라 악마는 지옥으로 보내야만 한다고 설명하면서, 알베리크와 함께 쾌락을 즐긴다.
순진한 알베리크는 "과연 악마를 지옥에 보내며 하느님의 뜻에 따르는 일은 매우 즐거운 일이구나"라면서 좋아하고, 이후, "악마를 지옥에 보낸다"라는 우스갯소리는 이 지역 일대에 매우 널리 퍼지며, 누대에 걸쳐 전해 내려오게 되었다고 한다.
20세기 이후에 이르기까지 이 이야기는 동서고금에 걸쳐 데카메론의 많은 이야기 중에서 가장 널리 회자 되는 이야기 중의 하나이다.

## 네 번째 날의 이야기: 끝이 안좋게 끝나는 사랑 이야기 (여왕)

### 첫 번째 이야기: 살레르노의 탕크레디 공의 이야기
살레르노의 탕크레디 공은 매우 아끼는 딸이 있었는데, 딸은 미망인이 되어 외로이 아버지와 같이 지내고 있다. 딸은 성실하지만 미천한 남자와 눈이 맞고 비밀통로를 통해 남자가 들어오게 하여 밀회를 갖는다. 그러나 우연히 딸의 방 커튼 뒤에서 잠이 들었다가 살레르노의 탕크레디 공은 딸의 밀회를 목격하게 되고 남자를 붙잡아 당당히 말하는 그를 죽여 그 심장을 담아 황근술잔에 넣어 딸에게 보인다. 그러자 딸은 그 잔에 독약을 담아 먹고 아버지가 보는 앞에서 자살하면서 같이 묻어 달라고 한다.

### 두 번째 이야기: 알베르토의 이야기
사기꾼인 주제에 편히 살려고 사이비 수도사로 살고 있는 알베르토는 어느날 남편이 장사하러 나가 독숙공방하고 있는 한 아름다운 부인이 허영만 넘치는 멍청한 사람임을 안다. 알베르토는 부인이 대단하다고 칭찬해 준 후 허영을 만족시켜주어 대천사 가브리엘이 그녀를 사랑하고 있다고 거짓말 한 후, 대천사 가브리엘이 인간의 몸을 빌어 나타나 만나려 한다고 하여, 자신에게 가브리엘 천사가 들어와 있는 척 하면서 부인과 밀회를 갖는다. 그러나 부인이 이 사실을 주변에 떠벌이며 자랑하는 바람에 알베르토의 술수는 들통나서 가장행렬에 닭털을 붙인 천사로 꾸며진채로 사람들에게 몰매를 맞고 수도원 감옥에 갇힌다.

### 세 번째 이야기: 니네타의 이야기
가난한 귀족 레스타뇨네는 부유한 상인의 딸인 니네타를 사랑하게 되었고 둘은 연인으로 발전하였다. 그 와중에 부호 청년이 상인의 나머지 두 딸을 사랑하게 되었고, 레스타뇨네는 그들의 결혼을 이용해 가난을 벗어나고자 했다. 제안을 받아들인 청년들과 자매들은 부친의 재산을 빼돌려 크레타 섬에서 부유하게 살게 되었다. 그러던 중 레스타뇨네는 그 섬의 귀족 딸에게 반하게 되었고 사실을 알게 된 니네타가 레스타뇨네를 독약으로 살해한다. 그 독약을 만들었던 노파가 잡혀가 고문을 당하던 중 니네타에 대한 이야기를 하게 되었다. 그로 인해 공은 니네타를 화형에 처하고자 했으나 동생들의 노력으로 풀려나게 되었다. 그러나 언니를 살리기 위해 공과 하룻밤을 보낸 니네타의 동생 마달레나는 연인인 풀코의 손에 죽었고, 풀코는 니네타와 함께 도망쳤다. 그 후 두 사람은 비참하게 살다가 죽었다고 한다.

### 네 번째 이야기: 제르비노의 이야기
시칠리아의 귈리엘모 왕은 아들이 젊을 때 죽어, 그 아들이 남긴 손자가 있었는데, 그 손자의 이름은 제르비노로, 잘생긴 용모와 뛰어난 무용으로 알려져 있었다. 한편 튀니스의 공주 역시 미모로 세상에 이름을 떨쳤는데, 세월이 흐르는 동안 제르비노는 튀니스 공주를 동경하게 되고, 튀니스의 공주는 제르비노를 동경하게 된다. 두 사람은 한 번도 만난 적이 없이, 가끔 편지를 주고 받는 정도임에도 불구하고 매우 깊이 빠지게 된다.
그런데 튀니스의 공주는 다른 나라의 왕자와 정략 결혼을 하게 되고, 공주가 제르비노의 이야기를 들먹이며 이를 거부하자, 튀니스의 왕은 시칠리아의 귈리엘모 왕에게 공주의 혼사를 평화롭게 진행하도록 도울 것을 선언하도록 부탁한다. 귈리엘모 왕은 젊은이들의 연애에는 아무 관심이 없었으므로, 내막을 모르고 나라 간의 우의를 위해서 선언에 응한다.
결국 튀니스의 공주는 결혼을 하게 되고, 이 사실을 제르비노에게 알린다. 제르비노는 비장한 각오로 부하들을 데리고 배를 끌고 떠나, 튀니스가 결혼하려고 떠나는 배를 공격한다. 제르비노는 자신은 오직 공주만을 바랄 뿐, 모든 보물과 전리품은 마음껏 부하들에게 나누어가지라고 하여, 맹렬히 싸운다. 그리하여 제르비노는 배 위에 있는 공주를 멀리서 처음으로 보게되는데, 싸우는 도중에 분노한 적에 의하여 제르비노가 보는 눈 앞에서 공주는 칼에 잘린 후 바다에 던져진다. 결국 제르비노가 얻은 것은 공주의 시체 뿐이었으며, 싸움 이후, 튀니스의 왕이 귈리엘모 왕에게 항의를 하자, 귈리엘모 왕은 책임을 지기 위해 죄를 지은 제리비노를 눈물을 머금고 사형에 처한다.

### 다섯 번째 이야기: 리자베타의 이야기
리자베타는 한 부유한 집안의 딸로, 오빠 삼형제와 함께 살고 있었다. 리자베타는 혼기를 놓치고도 결혼을 하지 않아서, 오빠들은 불안하게 여기고 있었는데, 사실 리자베타는 몰래 열렬히 사랑을 나누고 있는 남자가 있어서 그 남자와 내밀하게 만나고 있었던 것이다.
오빠들은 그 사실을 알고, 리자베타의 혼삿길을 위해서는 그 남자를 떼어 놓아야 겠다고 생각하고, 그 남자를 죽여서 몰래 묻어 버린다. 리자베타는 이후 날이 지나가도 그 남자의 소식이 들려오지 않자, 매우 이상하게 생각하는데, 어느날밤 꿈속에 남자가 나타나 억울한 사연을 말하자, 리자베타는 꿈속에서 말한 장소에 가서 땅을 파보니, 과연 남자의 시체가 있었다. 리자베타는 매우 슬퍼하였는데, 시체를 끌고 갈 힘이 없어서, 머리통만 잘라서 들고 간다. 리자베타는 잘린 머리를 들고 방에 틀어 박혀 그 머리에 입을 맞추며 하염없이 울고 있었다.
리자베타는 남자의 머리를 통에 집어 넣고 흙으로 묻어 주는데, 거기에 아름다운 꽃이 피어 난다. 오빠들은 그 꽃을 이상하게 여기고 통을 파 보는데, 거기에 두개골이 있었으므로, 이것이 자신들이 죽인 남자의 머리라는 것을 알고 놀라서 통을 없애 버리고 멀리 떠난다. 리자베타는 이후 실성하여 꽃을 돌려 달라고 울부짖으며 떠돌아다니다가 얼마 되지 않아 죽어 버린다.

### 여섯 번째 이야기: 안드레우올라의 이야기
귀족 안드레우올라는 신분이 낮은 가브리오토와 남몰래 부부 사이가 되어 밀애를 지속해 왔다. 어느 날 안드레우올라가 무서운 꿈을 꾸었고, 다음 날 꿈 이야기를 하며 찾아오지 말라고 이야기했으나 그는 결국 그녀를 찾아왔고, 사랑을 나누던 중 사망하게 되었다. 그녀는 충격을 받았지만, 하녀와 함께 그의 시신을 들고 그의 집으로 향했다. 그러던 중 경비원에게 잡혀 시 장관에게 끌려가 취조를 당하게 되었다. 장관은 그녀의 미모에 반해 자기의 말을 들으면 용서해 준다고 하였으나 거절당했고, 그 소식을 들은 그녀의 아버지가 그녀를 찾아와 딸을 용서하고 가브리오토의 장례식을 정중하게 거행하였다. 그 후 장관이 다시 청혼하였으나 거절하고 수도원에 들어가 수녀가 되어 평생 깨끗한 생활을 했다고 한다.

### 일곱 번째 이야기: 시모나의 이야기
시모나는 피렌체에 사는 가난한 집안의 처녀 였는데, 한 남자와 열렬한 사랑에 빠져 서로가 서로를 유혹하여 날마다 밀회를 즐기게 된다. 그러던 어느날, 두 사람은 다른 연인 쌍들과 같이 한 공원에 갔다가 그 연인들의 "사랑의 유희"가 시작되자 자리를 피하여, 자신들만의 오붓한 장소를 찾아 한 샐비어가 피어 있는 곳으로 간다.
그곳에서 두 사람은 시간을 즐기려 하는데, 우연히 싸온 음식을 먹고 샐비어로 입을 닦더니, 갑자기 남자가 죽어 버린다. 시모나는 남자를 독살했다는 혐의를 받고 붙잡혀 죽을 위기에 처하게 되는데, 시모나는 슬픔과 억울함에 눈물을 흘리며 괴로워 한다. 시모나는 자초지종을 설명하다가 자신도 샐비어를 입에 대었는데, 그러다가 죽어버린다.
사람들은 샐비어에 사람이 죽은 것을 보고 매우 이상하게 생각하는데, 나중에 조사해 보니 그곳의 샐비어가 있는 땅 밑에는 독을 내뿜는 커다란 두꺼비가 숨어 있었다.

### 여덟 번째 이야기: 지롤라모 시기에리의 이야기
지롤라모 시기에리는 피렌체의 부유한 가문의 아들로, 재단사의 딸인 살베스트라와 어린시절부터 같이 어울리다가 마침내 사랑에 빠지게 된다. 지롤라모 시기에리의 가문에서는 이 때문에 혼사가 좋은 가문과 이루어지지 않을 것을 염려하여, 적당한 핑계로 지롤라모 시기에리를 멀리 파리로 한동안 보내도록 하고, 그 사이에 살베스트라는 다른 남자와 결혼하여 살도록 한다.
지롤라모 시기에리는 오랜 후에 다시 고향으로 돌아와 살베스트라가 결혼 한 것을 보고 충격을 받으며, 자신을 잘 알아보지도 못하는 것을 보고 더욱 놀란다. 지롤라모 시기에리는 마침내 큰 결심을 하고 살베스트라의 집에 몰래 찾아가 자신의 마음은 아직도 변함이 없다고 고백한다. 그러나 살베스트라는 지난 일은 지난 일일 뿐이며, 지금은 자신은 따로 가정을 꾸미고 살고 있으니, 사라져 달라고 말한다. 지롤라모 시기에리는 이 말에 너무나 절망하여, 잠시 곁에 가만히 누워만 있자고 청하여 가만히 누워 있는 동안, 도무지 감정을 이기지 못하고 잠자듯 죽어버리고 만다.
지롤라모 시기에리가 죽어버리자, 살베스트라는 매우 당황하는데, 이해심 많은 남편의 도움으로 모든 것을 사실대로 말하여 처리하고, 지롤라모 시기에리는 곱게 장례식을 치르게 된다. 그런데, 장례식 장에서 갑자기 살베스트라는 모든 옛 감정이 되살아나면서, 순간적으로 모든 감흥이 북받쳐 오르고, 죽은 지롤라모 시기에리의 시체를 보면서 격렬한 슬픔을 느낀다. 결국 그 자리에서 그 감정을 이기지 못하고 살베스트라 또한 죽어버리고 만다.

### 아홉 번째 이야기: 롯실리옹의 이야기
롯실리옹은 프로방스 지역의 한 영주로 가데탕이라는 기사와 마상 창 시합등을 하며 친하게 지냈다. 그런데, 마상 창 시합 따위를 하면서 가데탕은 롯실리옹의 부인을 점차 사랑하여 유혹하게 되었고, 그 부인도 가데탕에게 빠져 둘은 몰래 만나 사랑을 나누게 되었다.
롯실리옹은 이를 알고 격렬한 분노에 빠졌다. 롯실리옹은 치밀하게 음모를 꾸며서, 가데탕을 홀로 무장하지 않고 끌어 들인 뒤에 습격하여 죽인다. 그리고 그 심장을 꺼내서는 사냥해서 잡은 멧돼지의 심장이라고 하면서, 요리사에게 요리하도록 해서, 자신의 부인과 저녁 식사에서 같이 먹는다.
롯실리옹은 부인이 요리를 맛있게 먹었다고 말하자, "살아 있을 때 좋아했던 것이니, 죽은 후에도 좋아하겠지"라고 비웃는다. 부인은 자신이 먹은 것이 롯실리옹이 죽인 자신의 정부, 가데탕의 심장인 것을 알자, 충격 속에서 울부짖고는 그대로 몸을 성탑 밖 창문에 날려 바닥에 떨어져 산산조각이 나서 죽고 만다.

### 열 번째 이야기: 루지에리의 이야기
유명한 외과 의사의 부인은 남편에게 불만이 많은 날을 보내다 루지에리라는 청년을 만나 행복한 날들을 보냈다. 어느 날, 폭동으로 인해 남편이 떠나자 부인은 루지에리를 불러들였고, 침실에서 부인을 기다리던 루지에리는 남편이 두고 간 마취제를 물인 줄 알고 마셨다. 침실로 돌아온 부인은 루지에리가 죽은 줄 알고 목공소 앞에 있던 궤에 넣어 내버려 두었고, 때마침 그 궤를 탐내던 고리대금업자가 안에 사람이 있는지 모르고 훔쳐갔다. 마취에서 깬 루지에리가 궤에서 나오자 도둑으로 오해받게 된다. 그 소식을 들은 부인은 하인을 시켜 루지에리를 구했고, 무죄로 풀려난 이후 루지에리와 부인은 자주 만나 사랑의 쾌락을 누렸다.

## 다섯 번째 날의 이야기: 시련을 겪지만 행복한 결말을 맞는 연인들 (여왕)

### 첫 번째 이야기: 치모네의 이야기
힘이 쎄지만 바보같은 치모네는 에피제니아를 사랑하면서 지혜롭게 변모한다. 에피제니아가 로도스섬으로 혼인을 하러 가자 치모네는 바다에서 그녀를 납치한다. 에피제니아는 절망하여 치모네에게 악담을 퍼부었다.
에피제니아를 납치하여 도망치던 치모네의 배는 풍랑을 맞아 결국 로도스섬에 좌초된다. 치모네는 로도스 섬의 감옥에 갇히지만, 리시마코가 그를 구해 낸다. 리시마코는 에피제니아와 합동결혼식을 하는 카산드레아를
흠모하고 있었다. 치모네와 리시마코는 두 신부를 납치하여 크레타 섬으로 도망친다. 이후 치모네와 에피제니아는 키프로스로, 리시마코와 카산드레아는 로도스로 돌아가 오래도록 행복하게 살았다.

### 두 번째 이야기: 마르투치오 고미토의 이야기
마르투치오 고미토는 시칠리아 근처 라파리 섬에 사는 가난한 청년으로, 한 명문가의 아름다운 아가씨와 서로 열렬히 사랑하는 사이가 된다. 그러나 결혼을 하려 하자, 그 아가씨의 집안에서 "돈이 없으면 안된다"고 하면서 반대 했으므로, 마르투치오 고미토는 격분하여 무슨 수로든 돈을 벌겠다고 결심하고 배를 끌고 나가 닥치는 대로 해적질을 하기 시작한다.
마르투치오 고미토는 해적질로 꽤 많은 돈을 모았으나, 이슬람 교도들의 배에게 공격 당하여 모든 것을 잃고 튀니스로 끌려가 감옥에 갇히는 신세가 되었다. 한편, 아가씨는 자살을 하려고 배를 타고 먼바다로 나갔는데 우연히 이리저리 떠나가서 한 해변의 이슬람 교도 여인에게 구출되어, 이슬람 교도 귀부인의 집에 얹혀 살며 물건을 만들며 살게 되었다.
감옥에 갇혀 있던 마르투치오 고미토는 튀니스의 왕이 적군과의 싸움에 고민하고 있는 것을 알고, 자신이 싸움에서 이길 계책을 줄 수 있다고 제안하여 감옥에서 나온다. 마르투치오 고미토의 계책은 적과 싸울 때 쌍방간의 주무기는 화살인데, 아군의 화살을 가늘게 만들면 적이 아군의 화살을 주워서 다시 써먹기 어려운데, 아군은 적의 화살을 계속 주워서 다시 쓸 수 있으므로 유리하게 싸울 수 있다는 것이었다. 이 계책이 성공하여, 마르투치오 고미토는 왕에게 인정 받아 귀한 신하가 되고, 마침내 이슬람 교도들 사이에서 살던 아가씨와도 소식이 닿아 기묘한 인연으로 먼 곳에서 다시 만나 결혼도 할 수 있게 되었다.

### 세 번째 이야기: 피에트로의 이야기
피에트로와 아뇰렐라는 서로 사랑하는 사이로, 친척들이 결혼을 반대하자 두 사람은 사랑의 도피를 했다. 그러다가 길을 잘못들어 강도의 습격을 받고 헤어지게 되었다. 아뇰렐라는 노부부를 만나 하룻밤만 묵게 해달라고 청했고, 노부부는 강도가 들이닥쳐도 책임을 못 진다고 이야기하고 하룻밤 묵게 해 주었다. 다음날 노인이 아뇰렐라를 피에트로의 친구인 성 주인에게 안내해 주었고, 성의 귀부인은 자초지종을 듣고 아뇰렐라를 맞아들였다. 한편, 피에트로는 양치기들에게 사정을 이야기하고 피오레 성으로 안내받았고, 그 성에서 극적으로 만난 두 사람은 그곳에서 결혼식도 올리게 되었다. 이후 부인의 도움으로 친척들의 비난을 무마하고 오래도록 평화롭게 살았다.

### 네 번째 이야기: 리차르도 마나르디의 이야기
리차르도 마나르디는 로마냐에 사는 한 명문가의 집안에 자주 드나들었는데, 그러다 그 집안의 딸과 사랑하는 사이가 된다. 그런데 그 집안 사람들은 엄하게 딸을 키웠으므로, 딸을 만나기가 쉽지 않았다. 리차르도 마나르디는 딸에게 창문 바깥 발코니 턱에서 밤에 있을 수만 있다면, 어떻게든 자기가 찾아가 보겠다고 한다.
딸은 더워서 도저히 자기 어렵다고 하면서, 자기와 같은 처녀의 뜨거운 몸은 더위를 견디기 어려우며, 밤꾀꼬리 울음소리를 들으며 발코니 턱에 나가서 시원하게 자겠다고 한다. 부모는 이상하게 여기지만, 결국 이를 허락한다. 마침내 밤이 되자 벽을 타고 기어올라온 리차르도 마나르디는 딸을 만났고, 딸과 두 사람은 밤새 격렬하게 사랑을 표현한다.
두 사람은 지쳐서 아침이 밝아 올 무렵에는 곤히 자고 있었는데, 딸은 알몸이 되어 리차르도 마나르디의 몸 한 곳을 붙잡은 모습으로 자고 있었다. 그 모습을 발견하고, 딸의 어머니는 놀라서, "밤꾀꼬리가 어떻게 딸을 재웠는지 보라"면서 아버지에게 말한다. 결국 모든 일이 들통나자, 부모는 정식으로 결혼하여 소문이 나지 않도록 하라고 하도록 한다. 안심한 딸과 리차르도 마나르디는 밤새 여섯번 하고 그쳤던 일을, 그 자리에서 두 번 더 하게 된다.

### 다섯 번째 이야기: 잔놀레의 이야기
귀도토는 죽기 전 자신의 딸을 포함한 신상 문제와 전 재산을 자코민에게 맡기고 숨을 거뒀다. 그 딸은 정숙한 처녀로 자랐고, 두 젊은이인 밍기노와 잔놀레에게 열렬한 구애를 받았다. 그 두 사람은 정식으로 청혼했으나 처녀의 부모로부터 거절당했고 잔놀레는 그녀와 만나기 위해 계략을 세웠지만 결국 시 장관에게 모두 체포되었다. 그 이야기를 들은 자코민은 선처를 호소하러 찾아온 두 젊은이의 친척들에게 자신의 딸은 원래 누구의 딸인지 모르며, 전쟁 중에 귀도토가 거둬 키운 자식이라고 하며 그들에게 똑같은 일이 더 생기기 전에 결혼을 시키고자 한다고 말했다. 그런데 그 자리에 있던 굴리엘미노에 의해 그 처녀가 원래 베르나부초의 딸이었음이 밝혀졌고, 잔놀레와는 친남매 사이였다. 너그러운 장관은 잔놀레와 밍기노를 용서해 주었고, 결국 처녀는 밍기노와 짝이 되었다.

### 여덟 번째 이야기: 나스타지오 델리 오네스티의 이야기
나스타지오 델리 오네스티는 로마냐의 옛 서울 라벤나에 살았는데, 한 여자를 깊게 사랑하게 된다. 그런데, 여자는 매우 냉담하여, 나스타지오 델리 오네스티의 구애를 비웃는 듯이 하기만 했으며, 나스타지오 델리 오네스티는 연거푸 계속되는 그런 일들에, 절망에 빠져 훌쩍 떠나게 되었다.
그러다 나스타지오 델리 오네스티는 어느 숲에서 밤에 기이한 광경을 보게 된다. 매우 아름다운 여자가 알몸으로 도망치고 있는데, 검을 들고 갑옷을 입은 말탄 사나이 한 명과 커다란 개 두마리가 쫓고 있는 것이었다. 여자는 마침내 붙잡혀 개들에게 뜯기기 시작했는데, 말탄 사나이는 그 여자의 등을 칼로 관통하여 심장을 꺼낸 뒤에 개들에게 던져 먹도록 했다. 나스타지오 델리 오네스티는 너무나 놀라 여자를 구하고 남자를 막으려 했다. 그런데, 남자는 자신들은 사람이 아니라 지옥의 유령이라고 소개한다. 그리고 여자는 살아 생전 자신의 사랑을 무시하고 경멸한 죄로, 죽어서 형벌로 자신에게 좇기며 심장을 뜯어 먹히기를 반복하게 되었다고 말한다. 여자는 심장이 다 먹히고 나자, 다시 모든 것이 되살아나서, 다시 쫓고 뜯어 먹히기를 반복하게 되는 것이었다.
나스타지오 델리 오네스티는, 자신이 짝사랑하던 여인과 그 가문의 사람들을 초청하여 그 숲 근처에서 저녁 식사를 하도록 한다. 이 사람들은 저녁 식사를 하다가 유령들을 목격한다. 그러자 사람들은 크게 놀라고, 마침내 짝사랑하던 여인은 겁을 먹고 나스타지오 델리 오네스티와 결혼하자고 나선다.

## 일곱 번째 날의 이야기: 남편을 속이고 멋진 애인과 즐기는 이야기 (왕)

### 첫 번째 이야기: 테사의 이야기
테사는 한 순박한 양모상의 아름다운 아내로, 순박하기만 한 양모상보다는 자신을 열렬히 사랑하는 한 세련된 귀족의 유혹에 빠져 귀족과 밀회를 즐기는 사이가 된다. 테사는 양모상이 장사를 하러 멀리 가서 집이 비었을 때마다, 집 앞에 있는 당나귀 대가리 모양의 방향으로 신호를 보내서, 귀족이 그것을 보고 집으로 찾아 오도록 한다.
그런데 하루는 양모상이 길을 떠났다가 휴일임을 뒤늦게 알고 갑자기 돌아온다. 테사는 미처 신호 보내는 것을 다시 돌릴 틈이 없었으므로, 귀족은 양모상이 돌아온 줄 모르고 집에 찾아와 들어오려고 문을 두들겼다. 양모상이 이상하게 여기자, 테사는 이것은 귀신임에 틀림 없다면서, 귀신을 내쫓는 기도문을 외운다. 그런데, 기도문 내용 속에 남편이 돌아왔으니 빨리 돌아가라는 내용을 한마디씩 집어 넣고 크게 소리 지르며 기도문을 외쳐서, 귀족이 눈치채고 도망치게 해 준다.

### 두 번째 이야기: 페로넬라의 이야기
페로넬라는 요염한 여자로 어느 미장이의 아내였다. 그런데 페로넬라는 한 젊은이와 바람이 나서 남편이 집을 비울 때마다 젊은이와 밀회를 즐기게 된다. 하루는 남편이 집을 비웠을 때 문을 잠그고 젊은이와 쾌락을 즐기고 있는데, 남편이 예기치 못하게 갑자기 돌아왔다. 페로넬라는 당황하는데, 순간 기지를 발휘하여 젊은이를 커다란 통 속에 숨도록 한다.
그리고 젊은이가 통 속에서 옷차림을 갖추고 나자, 아내는 남편에게 젊은이는 이 커다란 통을 사러 온 사람이라고 둘러댄다. 젊은이는 맞장구를 치면서 통 안을 좀 긁어 내면 통을 바로 사겠다고 한다. 남편은 통을 팔게 되었으므로 기뻐하며, 통 안에 들어가 통을 긁어 내고, 남편에 통 안에 있을 동안 젊은이와 아내는 다시 쾌락을 즐긴다. 남편이 일을 마치고 통 밖으로 나오자, 젊은이는 아무 일도 없었던 듯이 돈을 주고, 남편에게 통을 사서 배달까지 시킨다.

### 세 번째 이야기: 리날도의 이야기
리날도라는 젊은이는 어느 부유한 사람의 아름다운 부인에게 반하게 된다. 리날도는 부인이 임신했을 때 많은 연정을 품었는데, 리날도는 부인과 가까워지기 위해 부인이 낳은 아기의 대부가 되기도 했다. 그러나 부인은 리날도를 받아 들이지 않았다. 리날도는 이후 수도사가 되어 생활하면서 또다른 방법으로 부인에게 접근하였다.
마침내 리날도는 부인의 남편이 없는 틈을 타서 적극적으로 부인에게 구애하였다. 그러자 부인은 리날도는 아기의 대부이므로, 가족과 같기 때문에 친척과 예의에 어긋나는 짓을 할 수 없다고 한다. 그러자 리날도는 그렇게 치면, 아기의 친아버지인 남편이야 말로 가장 가까운 가족인데, 남편과는 매일 잠자리를 하지 않느냐고 주장하며, 억지를 써서, 부인을 설득하여 부인을 탐닉한다.
그런데 갑자기 남편이 나타나자, 두 사람은 크게 놀란다. 부인은 꾀를 내어 아기가 갑자기 아프게 되어 수도사를 불러서 아기의 몸속에 있는 벌레를 쫓는 기도문을 외우게 했다고 말한다. 수도사는 엉성한 옷차림이었지만 아기를 낫게 하느라 열중하는 의식을 치르는 척 하고, 아기는 건강하였으므로, 아무것도 모르는 남편은 수도사에게 감사하며 매우 기뻐한다.

### 네 번째 이야기: 기타 부인의 이야기
기타 부인은 한 부자의 아내였는데, 부자는 너무나 질투심이 강하여 아내를 못살게 굴었다. 아내는 부자를 괴롭히기 위하여 일부러 부자를 술취하게 하는 일이 잣도록 버릇을 들이고는 부자가 술에 취해 골아 떨어지면, 몰래 집을 빠져 나와 바람을 피우고 다녔다.
그런데 하루는 부자가 부인이 술을 먹이길 권하는데 자기만 취하는 것을 이상하게 여기고, 술에 안취했는데 술에 취한척 하고, 부인이 집을 빠져나갈 때 몰래 미행해 보았다. 따라가보니, 부인이 바람을 피우고 있었다. 부자는 그것을 보고 분노하여, 집에 돌아가서는 문을 잠가놓고 부인이 들어올 수 없도록 열어 주지 않았다. 집에 돌아간 부자가 문을 잠근 채로 욕을 하자, 부인은 딱 잡아 떼고 이웃집 여자 집에 놀러 갔다 온 것이라고 했다. 부자가 계속 욕을 하며 믿어주지 않자, 부인은 우물에 몸을 던져 자살하겠다고 속이고는, 우물에 돌을 던져 소리를 낸다. 부자가 그 소리를 듣고 놀라서 집밖으로 나오자, 그틈을 타서 부인은 집에 들어가서 이번에는 부인이 문을 잠근다.
부자가 분노하여 고래고래 소리를 지르자, 부인은 부자가 술취해서 행패를 부린다고 한다. 부자의 술버릇을 아는 이웃 사람들은 부자를 욕하고, 부인의 친정 사람들이 나타나서 부자를 흠씬 두들겨 패기까지 한다. 마침내 부자는 자신의 질투를 반성하게 되고, 이후에는 부인이 바람이 나도 들키지만 않도록 하라고 한다.

### 열 번째 이야기: 메우치오 디 투라의 이야기
메우치오 디 투라는 그 친구와 함께 한 여인을 몹시 사랑하고 있었다. 그런데, 그 여인은 유부녀였으므로, 여인과 친해지기만 할 뿐 사랑을 이루지는 못하고, 두 사람은 여인이 낳은 아들의 대부가 된다. 대부는 가족과 비슷한 것으로 여겨졌으므로, 메우치오 디 투라는 이제 여인의 몸을 탐하게 되면 예의에 어긋난 것이라고 생각하고, 애써 참지만, 친구는 계속해서 적극적으로 여인에게 덤벼 결국 여인과 환락을 즐긴다.
결국 친구는 너무 심하게 쾌락에 빠져 몸을 사리지 않다가 일찍 죽어 버린다. 친구와 메우치오 디 투라는 죽고 나면 죽은 후의 세계가 어떻게 생겼는지 유령이 되어 말해 주기로 약속했으므로, 죽은지 사흘이 지나자, 친구의 유령이 메우치오 디 투라에게 나타났다. 메우치오 디 투라는 죽고나서 자신이 죽어서 대부가 된 아이의 어머니와 바람이 난 죄를 받을까봐 두려워서, 불길 속에서도 덜덜 떨고 있었다는 이야기를 해 준다. 그런데, 저승에서 그 정도는 죄 축에 끼지도 못한다는 말을 들었다고 한다.
그 말을 듣고 메우치오 디 투라는 매우 기뻐하며, 이후로는 마음껏 실속을 차리며 살게 되었다고 한다.

## 여덟 번째 날의 이야기: 서로 속고 속이는 이야기 (여왕)

### 첫 번째 이야기: 굴파르도의 이야기
굴파르도는 성실한 독일인 병정으로 신용이 높았다. 그런데 굴파르도는 우연히 친구의 부인에게 열렬한 사랑에 빠지게 되어, 친구의 부인에게 구애한다. 그런데 친구의 부인은 굴파르도에게 사랑의 대가로 큰 돈을 요구하는 것이다. 이에 굴파르도는 갑자기 사랑이 사라지고 괘씸한 생각이 들어 부인을 골려주리라 생각하게 된다.
굴파르도는 친구에게 큰 돈을 빌려서 들고 있다가, 부인이 돈을 달라고 할 때에 말없이 나타나 다른 사람이 보는 앞에서 돈을 준다. 그리고 친구가 출타 중일 때 부인과 함께 밀회를 즐긴다. 나중에 친구가 돌아오자, 굴파르도는 빌린 돈은 부인에게 주었다고 하고, 증인도 있다고 한다. 부인은 그 돈은 다른 일의 대가로 받은 것이기에 억울해 하지만, 밝힐 수 없어서, 굴파르도의 말이 맞고 돈을 잘 갚아 주었다고 어쩔 수 없이 말하게 된다.

### 두 번째 이야기: 벨콜로레의 이야기
벨콜로레는 한 아름다운 농부의 아내였는데, 젊고 머리칼이 예쁘며 요염하고 몸집이 탄력이 있어 절구질을 하기에 좋은 몸집이었다. 어느 사제가 벨콜로레에게 흑심을 품고 갖은 수작을 부리며 추파를 던졌으나 벨콜로레는 넘어가지 않는다. 사제는 마침내 농부가 오래간 집을 비웠을 때 다짜고짜 벨콜로레를 찾아간다.
사제가 갖가지 감언이설로 조르자 벨콜로레는 자기가 물건을 좀 사게 돈을 좀 주면 허락하겠다고 한다. 그러자 사제는 외상으로 처리하자고 한다. 벨콜로레는 이를 치사하게 여겼지만 결국 사제의 외투를 저당잡고, 광에 들어가 사제와 서로 탐닉하는 시간을 보낸다.
사제는 이후 돈은 없는데 외투를 찾아야겠다는 생각에 꾀를 부린다. 사제는 농부가 돌아왔을 때 벨콜로레에게 절구를 보내면서, 빌린 절구를 돌려주니 저당잡힌 외투를 돌려달라고 한다. 그러자 농부는 독실한 신자였으므로, 사제가 필요한 것이라면 담보 없이 친절을 베풀어 빌려줘야 마땅하다고 꾸짖는다. 벨콜로레는 사실을 발설할 수 없어, 어쩔 수 없이 외투를 돌려주면서, "더이상 절구 속에는 아무것도 안 들어오리라"고 말하고, 그 말을 전해들은 사제는 "그러면 절구공이도 들어가지 않으리라"고 말한다. 그러나 이후에 사제는 벨콜로레를 종교적인 내용으로 협박하기도 하고 서로 화해하게 되기도 하여, 두 사람은 종종 밀회를 갖는 사이가 된다.

### 세 번째 이야기: 칼란드리노의 이야기
칼란드리노는 매우 어수룩한 사람으로 그 친구인 브루노와 부팔마코에게 항상 놀림거리가 된다. 하루는 칼란드리노의 소문을 듣고 한 사람이 칼란드리노에게 허풍을 떠는데, 자기는 온갖 기이한 나라를 다 가보았으며, 치즈로 된 산이 있고 먹을 것으로 된 들판이 있는 나라에도 가 보았다는 말을 했고, 세상의 기이한 돌 중에는 돌을 찧으면 먹을 것이 나오는 돌이 있는가 하면, 돌을 지니면 투명인간이 될 수 있는 돌도 있다고 떠들어 댄다.
칼란드리노는 그 말에 심취하여 투명인간이 되는 돌을 찾겠다고 나서고, 이를 놀리기 위해 브루노와 부팔마코도 따라 나선다. 칼란드리노가 강가에서 이런저런 돌을 주워 들자, 문득 브루노와 부팔마코는 칼란드리노가 보이지 않는 척 하고, 칼란드리노는 자기가 마법의 돌을 발견해서 투명인간이 된 줄 알고 매우 기뻐하면서 집으로 뛰어 온다. 브루노와 부팔마코는 세관 관리 등과도 짜고 부탁하여 칼란드리노가 안보이는 척 흉내내도록 한다.
칼란드리노는 자신이 투명인간이 되었다고 굳게 믿는다. 그런데 집에 도착하여, 아무것도 모르는 아내가 자신을 알아보자, 칼란드리노는 여자의 요사스러운 기운 때문에 부정을 타서 마법이 깨어졌다면서 너무나 안타까워한다. 그리고 화풀이로 아내와 치고 받으며 싸우게 된다. 브루노와 부팔마코는 그 광경을 보고 박장대소 하면서, 칼란드리노에게 보물을 찾으러 가면서 아내에게 알리지 않은 죄라면서 말린다.

### 네 번째 이야기: 피카르다의 이야기
피카르다는 아름다운 미망인으로 한 사제가 그녀에게 흑심을 품고 갖은 방법으로 구애를 하였다. 피카르다는 정중히 거절하기도 했으나, 사제는 막무가내였고, 피카르다는 그것이 너무나 성가셨으므로 어떻게든 그것을 멈추게 하려고 했으므로, 꾀를 냈다. 피카르다는 사제에게 결국 자신이 포기하고 사제를 받아들이기로 했다고 말한다. 그리고 자기 집에서 같이 서로를 탐닉하자고 하는데, 자기 집의 두 남동생에게 들키면 안되기 때문에, 어둡게 하고 한마디도 말을 하지 않은채로 좁은 곳에 들어가서 동침해야 한다고 말한다.
사제는 이것을 받아들이고, 기뻐하며 피카르다의 집에 간다. 그런데 피카르다는 자신의 매우 못생긴 하녀에게 자기 대신 어둠 속에서 사제를 만나도록 부탁해 두었다. 어둠 때문에 아무것도 모르는 사제는 못생긴 하녀와 동침하게 되고, 그 때 피카르다의 동생들은 사제의 스승을 모시고 집에 나타나 문을 벌컥 연다. 사제는 하녀와 동침하는 광경이 스승에게 목격 당하고, 자신이 하녀와 같이 있음을 그제서야 깨닫는다.
하녀는 오랜만에 얻기 어려웠던 쾌락을 누려 기뻐했으며, 피카르다는 귀찮은 남자를 제거했으므로 기뻐했고, 사제는 이후에도 못생긴 하녀와 잔 사제라고 어린아이들로부터도 놀림 받고 다니게 되었다.

### 다섯 번째 이야기: 마조 델 삿지오의 이야기
마조 델 삿지오는 장난을 좋아하는 사람으로, 도시에 못마땅한 관리가 나타나 조롱할만한 몰골의 재판관들을 데려 온 것을 보고 놀려주리라 결심한다. 마조 델 삿지오는 재판관이 앉아 있는 의자 밑으로 들어가서 친구와 함께 바지 양쪽을 붙잡고, 서로 치열한 소송에 관한 이야기를 한다. 재판관은 소송에 관한 자세히 이야기를 듣기 위해 일어서서 귀를 한쪽으로 기울이려 하는데, 그 순간 마조 델 삿지오는 친구와 함께 바지를 당겨서 재판관의 바지가 벗겨지도록 한다.
재판관은 바지춤을 붙잡고 엉거주춤하게 다시 자리로 앉는 등 낭패를 보게 된다.

### 여덟 번째 이야기: 제파 디 미노의 이야기
제파 디 미노는 시에나에 사는 매우 유복한 평민이었다. 그에게는 항상 친하게 지내는 친구가 있었는데, 그 친구가 집을 자주 드나드는 동안 그만 그 친구와 제파 디 미노의 아내가 바람이 나고 말았다. 제파 디 미노는 그 사실을 알게 되어, 친구에게 복수할 꾀를 낸다.
제파 디 미노는 자신의 아내에게 죄를 물어서 아내가 자신의 말을 고분고분히 듣게 한 후에, 아내가 친구를 속이도록 해서 친구를 상자 속에 갇히도록 한다. 그리고, 제파 디 미노는 친구의 아내를 끌어 들여, 친구가 갇힌 상자 바로 앞에서, 이 모든 사실들을 다 친구의 아내에게 말하고, 친구의 아내에게 보석을 줄테니 복수를 위해 같은 일을 하지 않겠냐고 한다. 그리하여 친구의 아내와 제파 디 미노는 바로 친구가 갇혀 있는 그 상자 위에서 서로 어루만지며 즐기게 된다.
제파 디 미노는 마지막에 친구를 상자에서 꺼내 준다. 친구는 상자에서 자신의 아내가 제파 디 미노와 놀아나는 것을 생생하게 느꼈으므로, 크게 부끄러움을 느끼고 자신의 죄를 반성하였다. 이후 두 사람의 우정은 회복되었고, 친구의 제안에 따라 두 사람은 서로 아내들을 공유하여, 두 아내와 두 남편이 서로 자유롭게 상대를 바꾸며 지내는 사이가 된다.

## 아홉 번째 날의 이야기: 개망신당하는 이야기 (여왕)

### 첫 번째 이야기: 프란체스카 데 랏자리의 이야기
프란체스카 데 랏자리는 매우 아름다운 귀부인으로, 어느 두 청년의 열렬한 구애를 매우 귀찮게 여기고 있었다. 프란체스카 데 랏자리는 두 사람을 떼어버리기 위해, 두 사람이 자신을 단념하게 하기 위한 꾀를 부린다. 프란체스카 데 랏자리는 사연은 나중에 알려 줄 테니까 자신을 위해서 힘든 부탁 하나만 들어주면 사랑을 받아주겠다고 하면서, 두 사람이 서로 모르게, 그 중 한 사람에게는 매우 유명한 악당의 무덤속에 들어가서 하룻밤만 버티고 있으라고 하고, 다른 한 사람에게는 그 악당의 무덤에서 시체를 짊어지고 오라고 시킨다.
결국 무덤 속에 대신 들어가 있던 사람은 갑자기 누가 무덤에 들어와 자신을 짊어지고 가려고 하는 통에 공포에 떨며 겁을 먹고, 시체를 짊어지고 오려던 사람은 시체라고 생각하고 지고 오려던 것이 살아서 움직이는 듯 하므로, 공포에 떨며 겁을 먹어, 두 사람은 모두 혼비백산하여 흩어진다.

### 두 번째 이야기: 이자베타의 이야기
이자베타는 수녀로 우연히 한 청년과 눈이 맞아 밤마다 몰래 밀회를 즐기고 있었다. 그런데 하루는 그 일이 발각되어 수녀들이 수녀원장에게 이자베타와 청년이 침대에 같이 있다는 것을 밤중에 알려 왔다.
그런데, 마침 수녀원장도 다른 남자를 끌어 들여 즐기고 있었으므로, 당황한 나머지 수녀원장은 베일을 덮어 쓴다는 것이 남자의 바지를 덮어 쓰고 이자베타를 찾아 간다. 수녀원장은 이자베타를 훈계하며 죄를 물었는데, 이자베타가 덮어 쓰고 있는 남자의 바지를 지적하자, 슬며시 말을 바꾸며 "이러한 죄는 너무나도 자연스러운 것이므로 인간이라면 어쩔 수 없다."라고 얼버무린다. 이후, 수녀원의 수녀들은 저마다 남몰래 남자 애인을 두려고 궁리하게 된다.

### 세 번째 이야기: 시모네의 이야기
시모네는 의사로, 어리숙한 칼란드리노를 골탕먹이는 브루노에게 부탁을 받는다. 내용인즉슨 칼란드리노가 유산을 상속 받았는데, 그 돈을 갈취하기 위하여 칼란드리노를 속이겠다는 것이다. 브루노는 칼란드리노의 안색이 갑자기 안좋아 보인다면서 칼란드리노를 부추겨 아픈 듯하니 진찰을 받아 보라고 하고, 그 소변을 시모네가 검사하게 하며, 시모네가 칼란드리노를 가짜로 진찰하게 한다.
시모네는 브루노와 짠 대로, 남자인 칼란드리노가 임신을 했다고 말한다. 칼란드리노는 크게 놀라고 괴로워 하면서, 어떻게 자기가 아기를 낳을 수 있겠냐고 하면서, 이것은 자신의 아내가 너무 흥분하여 위에 올라타는 자세를 많이 취했기 때문이라면서 아내를 탓한다. 칼란드리노는 아기를 떼기 위한 약을 구하는데, 그러자 브루노와 짜고 있는 의사 시모네는 가짜로 아기를 떼는 약을 지어서 먹이고, 약값으로 돈을 갈취하여 나누어 가진다. 의사 시모네는 칼란드리노에게 가짜 약을 먹인 뒤 아기가 떨어졌으니 안심하라고 말하고, 칼란드리노는 속은 줄도 모르고 기뻐한다.

### 네 번째 이야기: 체코 포르타르리고의 이야기
체코 포르타르리고는 자신의 귀족 친구가 좋은 옷을 마련하여 노자를 챙겨서는 훌륭한 높은 지위에 있는 사람을 찾아 뵈러 떠나는 것을 알고 자신도 같이 가겠다고 한다. 그런데, 친구는 체코 포르타르리고가 도박을 좋아하는 버릇이 있어서 꺼림칙하게 여긴다. 하지만, 체코 포르타르리고는 간곡하게 부탁하여 같이 길을 떠난다.
체코 포르타르리고는 길을 가다가 어느날 밤에 결국 도박에 빠져 모든 돈을 다 날리고, 심지어 친구의 돈을 훔쳐서 없애고, 친구의 짐과 옷까지 다 벗겨서 저당 잡혀 버리고 만다. 다음날 아침 친구가 매우 당황하자, 체코 포르타르리고는 지금 즉시 돈을 갚으면 돈을 좀 더 받을 수 있으므로, 빨리 현금으로 돈을 갚아야 한다고 재촉한다. 친구는 이 마당에 현금을 더 달라는 말만 하는 체코 포르타르리고를 보고 어이없어 하며 분노하는데, 체코 포르타르리고는 이렇게 이득을 보는 일에 뜸을 들이는 친구를 이해할 수 없다면서 적반하장으로, 친구 때문에 자신이 빨리 현금을 갚지 못해서 손해볼 상황에 놓였다면서 마구 다그쳐서 친구의 돈을 더 내어놓게 한다.
모든 것을 뜯긴 친구는 매우 슬퍼하며 거지 같은 차림으로 겨우 만나야 할 사람을 찾아가고, 간신히 집에 돌아오게 된다.

### 다섯 번째 이야기: 니콜로자의 이야기
니콜로자는 창녀인데 고아한 기품이 매력적인 여자였다. 어리숙한 칼란드리노는 이 창녀를 얼핏보고 매력에 빠지는데, 칼란드리노를 항상 놀려먹는 브루노는 이를 이용하여 돈을 갈취하리라 생각하고, 창녀 니콜로자와 니콜로자의 기둥서방과 짜고 칼란드리노를 속이기로 한다.
브루노는 칼란드리노를 부추겨 니콜로자를 열렬히 사랑하고 있다고 믿도록 만들고, 칼란드리노에게 여자를 끌어들일 수 있는 부적이랍시고 가짜 부적을 만들어 칼란드리노가 비싼 값에 사들이도록 한다. 그리고 니콜로자와 짜고 브루노의 부적때문에 마법에 걸려서 니콜로자가 칼란드리노에게 홀딱 빠진 것처럼 행동하도록 한다. 칼란드리노는 부적이 통했다고 매우 기뻐하는데, 니콜로자는 미리 짜둔 대로 일부러 결정적인 순간 일부러 칼란드리노의 부인에게 들킨다. 칼란드리노는 사나운 부인에게 바람을 피웠다고 큰 곤욕을 치르게 된다.

### 여섯 번째 이야기: 피누치오의 이야기
피누치오는 어느 귀족 남자로 한 가난한 처녀와 사랑에 빠진다. 그러나 그 처녀의 부모가 엄하여 서로 탐닉할만한 틈을 찾지 못한다. 어느날 피누치오는 자신의 친구와 짜고 먼길을 가다가 잠시 묵을 곳을 찾는 것처럼 하여 가난한 집에서 자게 되는데, 방이 하나 뿐이었으므로, 모두 같이 한 방에 자게 된다.
피누치오는 깜깜한 밤에 교묘하게 몰래 숨어들어 처녀와 함께 마음껏 서로를 탐닉한다. 그런데 가구 배치를 교묘하게 바꾸는 바람에, 깊은 밤중에 사람들은 자기 자리가 어디인지 자꾸만 착각하게 되어 서로 다른 위치에서 자게 된다. 그 와중에 피누치오의 친구는 처녀의 어머니와 함께 즐기게 되기도 한다. 아침이 되자, 피누치오는 꿈속에서 처녀와 함께 좋은 시간을 보낸 것 뿐이라는 식으로 자신이낸 소리를 아버지에게 설명한다. 하지만 입을 꾹 다물고 있는 어머니는 모든 것을 알고 있다.

### 일곱 번째 이야기: 탈라노 디 몰레제의 이야기
탈라노 디 몰레제는 꽤 고귀한 사람이었는데, 그 아내가 매우 아름다운 편이기는 했으나 화를 잘내고 성격이 매우 뒤틀려 있었다. 하루는 탈라노 디 몰레제가 아내가 숲에서 늑대에게 물리는 꿈을 꾸어 아내에게 불길하다고 말했다. 아내는 탈라노 디 몰레제가 자신을 싫어하고 저주하는 마음을 갖고 있으니, 그런 꿈을 꾼다고 투덜댄다. 그러나 탈라노 디 몰레제는 아내에게 어쨌거나 불길하니 숲에는 가지 말라고 말한다.
그러나 아내는 탈라노 디 몰레제가 그렇게 말하는 것을 보니, 분명히 숲에 가서 자기 몰래 다른 여자를 만나 바람이라도 피우려는 것이 분명하다고 생각하고 굳이 숲에 가 본다. 결국 아내는 숲에서 정말로 늑대에게 공격을 당하고, 양치기들에게 겨우 구출되기는 하나, 이미 아름다운 얼굴에 징그러운 흉터가 잔뜩 생긴 후였다.

### 여덟 번째 이야기: 치아코의 이야기
치아코는 맛 좋은 음식을 매우 좋아하는 사람으로, 만담을 잘하여 부유한 사람의 저녁 식사에 끼어서 좋은 음식을 맛보며 살아가고 있었다. 치아코는 비슷한 처지의 친구가 어느 귀족이 칠성장어를 잔뜩 사들여 호화로운 저녁을 마련하고 있다고 말하는 것을 듣고, 그 귀족의 저녁에 끼어드나, 그것은 친구가 놀리려고 거짓말한 것으로, 귀족의 저녁은 매우 초라하였다.
치아코는 복수하기 위하여, 흉폭한 기사에게 친구의 심부름으로 뜬금없이 포도주를 얻어 먹으러 왔다고 말하고 도망치라고 어떤 사람에게 시킨다. 그리고 나서, 친구에게 그 흉폭한 기사를 찾아가 보라고 말한다. 친구가 나타나자 흉폭한 기사는 포도주를 얻어 먹느니 어쩌니 하면서 헛소리하는 수작을 부리는 놈이라고 하면서, 무어라고 설명도하기 전에 무자비하게 친구를 두들겨 패버린다.
치아코는 나중에 친구에게 기사에게 얻어먹은 포도주의 맛이 어땠냐고 묻자, 친구는 치아코가 먹은 칠성장어의 맛과 같은 맛이었다고 농담한다.

### 아홉 번째 이야기: 멜리소의 이야기
멜리소는 성경 속의 솔로몬 왕에게 자신의 융숭한 대접에도 왜 주위 사람들이 자기를 좋아하지 않는가 하는 고민을 해결해줄 답을 묻기 위해 길을 떠나는 사람이다. 멜리소는 길을 가다가 동료를 만나는데, 동료는 자신의 아내와 뜻이 맞지 않아 걱정이라고 하면서 자신도 솔로몬 왕에게 해결책을 들으러 간다고 한다.
솔로몬 왕은 두 사람을 만나자, 멜리소에게는 그저 "사랑하라"고 말하고, 동료에게는 "거위 다리에게 가보라"고 말한다. 두 사람은 너무 짧은 답에 실망하여 돌아가다가 한 다리에서 다리를 건너지 않고 버티는 한 노새를 보는데, 노새 주인은 노새를 마구 두들겨 팬다. 두 사람은 노새를 잘 달래서 걷게 해야 하지 않느냐고 묻는데, 노새 주인은 노새 성격은 자기가 잘 안다고 하면서 끝까지 때리기만 하고, 결국 노새는 다리를 건너간다. 두 사람은 그 다리의 이름이 "거위 다리"임을 알게 된다.
결국 멜리소의 동료는 자신의 아내를 몽둥이로 두들겨 패서 완력으로 말을 듣게 하는 법을 알게 된다. 한편 멜리소는 고향에 돌아가, 자신의 융숭한 대접은 단지 허영이었을 뿐으로, 진심으로 주위 사람을 위하는 사랑이 없었기 때문에 주변 사람들이 자신을 좋아하지 않았음을 깨닫는다.
데카메론의 이 이야기에서는 "순한 말이건 사나운 말이건 박차는 필요하고, 착한 여자건 억샌 여자건 몽둥이는 필요한 법이다"라는 속담이 언급되어 있기도 하다.

### 열 번째 이야기: 돈 잔니 디 바롤로의 이야기
돈 잔니 디 바롤로는 성직자로 한 암말을 데리고 돌아다니는 가난한 신부였다. 돈 잔니 디 바롤로는 한 가난뱅이의 아름다운 아내가 자신의 잠자리를 걱정하는 것을 보자, 자신은 암말을 처녀로 바꾸고 처녀를 다시 암말로 바꾸는 마법으로 암말과 친하게 지내고 있기 때문에 암말과 떨어질 수 없어서 따로 잘 수 없다고 거짓말 한다.
그러자 아내는 남편에게 이 마법을 배우면, 자신이 말로 변해서 남편의 일을 도울 수 있지 않겠냐고 하면서 남편에게 마법을 배우라고 한다. 남편이 돈 잔니 디 바롤로에게 마법을 가르쳐달라고 하자, 돈 잔니 디 바롤로는 말에게 꼬리를 달리게 하는 절차가 가장 어려우니, 결코 성공할 때까지 아무 말도 하지 말라고 하면서 그날 밤 아내를 말로 바꾸는 방법을 가르쳐 주겠다고 한다.
돈 잔니 디 바롤로는 남편이 보는 앞에서 아내의 옷을 모두 벗게 하고, 아내의 머리카락을 쓰다듬으며, 말의 갈기가 되라고 하고, 아내의 다리를 쓰다듬으며 말의 다리가 되라고 하고, 아내의 가슴을 쓰다듬으며 말의 가슴이 되라고 하고, 아내의 엉덩이를 쓰다듬으며 말의 궁둥이가 되라고 한다. 그리고 꼬리를 달아야 한다면서, 자신의 바지를 벗더니 아내의 몸에 달라 붙는다. 그러자, 남편은 흥분하여, "꼬리를 달면 안돼!"라고 소리친다. 돈 잔니 디 바롤로는 남편이 말을 하는 바람에 마법이 실패했다고 너스레를 떨며, 유유히 떠나간다.

## 열 번째 날의 이야기: 높은 신분이 관용을 베푸는 이야기 (왕)

### 첫 번째 이야기: 룻지에리 데 피조반니의 이야기
룻지에리 데 피조반니는 이탈리아의 기사로 스페인의 왕 아래에서 열심히 일했다. 그러나 엉뚱한 사람들에게만 보물과 땅을 나눠 준 왕에게 룻지에리 데 피조반니는 실망하였으나 왕에 대하여서는 칭찬하는 말만 했다. 그러던 어느날 그는 길을 가다가 자신의 당나귀가 마굿간에서는 누지 않던 오줌을 물을 마실 냇가에서 누는 것을 보고 왕을 닮은 당나귀라고 욕을 한다.
이 이야기를 전해들은 왕이 룻지에리 데 피조반니에게 자신을 어떻게 생각하는 지 묻는다. 그러자 룻지에리 데 피조반니는 당당하게 자신은 왕을 종잡을 수 없는 당나귀처럼 생각한다면서 성실한 자신에게는 상을 주지 않고 도무지 누구에게 상을 내리는지 종잡을 수 없다고 한다.
그러자 왕은 룻지에리 데 피조반니에게 상을 주지 못한 것은, 자신이 잘 알아보지 못한 것이 아니라, 룻지에리 데 피조반니가 운이 없었을 뿐이라고 하면서, 상자 두 개에 한 쪽에는 보물을 한 쪽에는 흙더미를 모르게 넣어 두고 아무것이나 하나 골라서 집어 보라고 한다. 룻지에리 데 피조반니는 공교롭게도 흙더미가 들어 있는 상자를 고른다. 왕은 웃으면서 룻지에리 데 피조반니의 불운을 증명했다고 하면서, 그에게 넉넉한 보물을 주어서 고향 이탈리아로 돌아가도록 한다.

### 두 번째 이야기: 기노 디 타코의 이야기
기노 디 타코는 대담한 도적으로 큰 세력을 이룬 사람이었다. 한 부유한 성직자가 자신의 병을 치료하러 온천을 지나가다가 기노 디 타코가 지배하고 있는 지역을 지나게 되는데, 기노 디 타코는 자신의 부하를 보내어 정중하고 성직자를 자신의 근거지로 초대한다.
기노 디 타코는 성직자를 가두어 두고, 옴쭉 달싹 못하게 한 상태로 강제로 이것저것을 먹게 한다. 성직자는 기노 디 타코를 저주하는 데, 그런데 그 덕분에 성직자의 병은 치료된다. 성직자가 치료되자, 기노 디 타코가 나타나, 자신은 운명의 장난으로 악인이 되었을 뿐이라면서 당당하게 말한다. 기노 디 타코는 성직자의 부하들을 모두 융숭하게 대접해 주었으며, 그 재물도 조금도 상하게 하지 않은 상태였다.
성직자는 감동하여 돌아간 뒤에 교황에게 말해서 기노 디 타코에게 자유롭게 통행할 수 있는 통행증을 발급해 주게 하고, 기노 디 타코는 이들과 우정을 쌓게 된다.

### 세 번째 이야기: 나탄의 이야기
나탄은 명망 높은 갑부 노인으로, 한 젊은 부자는 그 노인의 명성에 매우 큰 질투를 느끼고 있었다. 젊은 부자의 집에 한 걸인이 나타나자, 부자는 넉넉잖게 적선을 해 주었는데, 걸인은 집의 서로 다른 출입구로 나타나서 반복해서 구걸을 했고, 이러기를 문마다 반복해서 10번이 넘게 했다. 그러자 젊은 부자는 짜증을 내는데, 그러자 걸인은 나탄은 30번이 넘도록 하는 동안에도 군말 없이 적선을 해주었다면서, 젊은 부자는 역시 나탄에게는 못미치는 부자라고 한다. 그러자, 젊은 부자는 더욱 큰 질투를 느낀다.
젊은 부자는 마침내 나탄을 죽이리라 생각하고 나탄을 죽이러 간다. 그러다가 한 노인을 만났는데, 그 노인은 젊은 부자의 뜻을 알게 되자, 나탄이 매일 산책하러 나타나는 장소와 나탄을 죽이고 안전하게 빠져나가는 방법을 알려준다. 젊은 부자는 그 말을 듣고 그대로 나탄을 죽이려 하는데, 나탄을 죽이려고 보니, 바로 방법을 알려준 노인이 나탄이었다.
나탄은 자신을 찾아온 사람에게 자신은 누구나 원하는 바를 이루도록 베풀어 주었는데, 젊은 부자가 이루는 바를 이룰 수 있도록, 늙은 자신의 쓸모 없는 목숨을 쓰려한 것 뿐이라고 한다. 그러자 젊은 부자는 감격하여 크게 뉘우치고, 나탄을 진심으로 존경하며 용서를 구한다.

### 다섯 번째 이야기: 디아노라 부인의 이야기
디아노라 부인은 아름다운 여인이나 유부녀였다. 그런 그녀에게 열렬한 사랑을 느낀 한 남작이 구애 하자 남편에게 충실한 디아노라 부인은 남작이 몹시 귀찮았으므로 남작을 떼어 버리기 위하여 "1월에 5월과 같은 경치를 보여 준다면 사랑을 허락하겠지만 그렇지 않다면 어렵다"고 말한다.
남작은 크게 결심하고 갖은 술수를 찾아본 끝에 한 요술사를 고용한다. 요술사는 요술을 부려서 땅이 꽁꽁 언 추운 1월에 5월과 같은 아름다운 꽃과 나무로 가득한 땅을 만들어 낸다. 이에 절망한 디아노라 부인은 남편에게 모든 사실을 말한다. 남편은 분노했으나 남작의 끈기와 열정을 불쌍히 여겨 부인을 그에게 가도록 한다.
남작은 남편이 자신을 불쌍히 여겼기 때문에 디아노라 부인을 자신에게 보내준 것을 알고, 그 인품에 감동하여 디아노라 부인을 그냥 돌려보내 준다. 이 모든 사연에 감격한 요술사 역시 약속한 돈을 받지 않고 그냥 떠나간다.

### 여섯 번째 이야기: 샤를르1세의 이야기
폭군을 몰아낸 샤를르1세 왕이 하루는 예전에 자신의 반대파였다가 은퇴한 귀족의 집에 찾아가서 저녁 대접을 받게 된다. 귀족은 자신의 아름다운 두 딸이 연못에 들어가서 생선을 건지게 해서는 즉석에서 생선 튀김 요리를 만드는 모습을 보여주면서 저녁을 보내는데, 두 딸의 모습이 매우 아름다웠으며, 그 자태가 아주 요염하였고, 특히 리넨으로 만든 옷이 물에 젖어 몸이 비치는 모습이 유혹적이었으므로 샤를르1세는 이후에도 도무지 두 딸의 모습을 잊지 못하게 된다.
마침내 샤를르1세 왕은 두 딸을 강제로 자신의 첩으로 거느릴 생각을 한다. 그러자 샤를르1세의 한 충신이 그와 같은 행동은 샤를르1세 왕이 몰아낸 폭군과 똑같은 행동이며, 그것은 비록 그 상대가 반대파라고 해서 용서되는 것은 아니라고 직언을 한다. 그 말을 듣고 샤를르1세는 깊게 깨달아, "용맹한 기사가 적을 무찌르기는 쉽지만 자신의 욕망을 다스리기는 어려운데, 그대는 해냈다"고 칭찬해주면서, 두 딸을 다른 좋은 가문의 귀족과 결혼시키도록 하고 자신은 마음을 다스린다.